# Schienengüterverkehr
Als Schienengüterverkehr (SGV), auch Eisenbahngüterverkehr genannt, werden Verkehrsleistungen von Eisenbahnverkehrsunternehmen im Güterverkehr bezeichnet.

## Definition

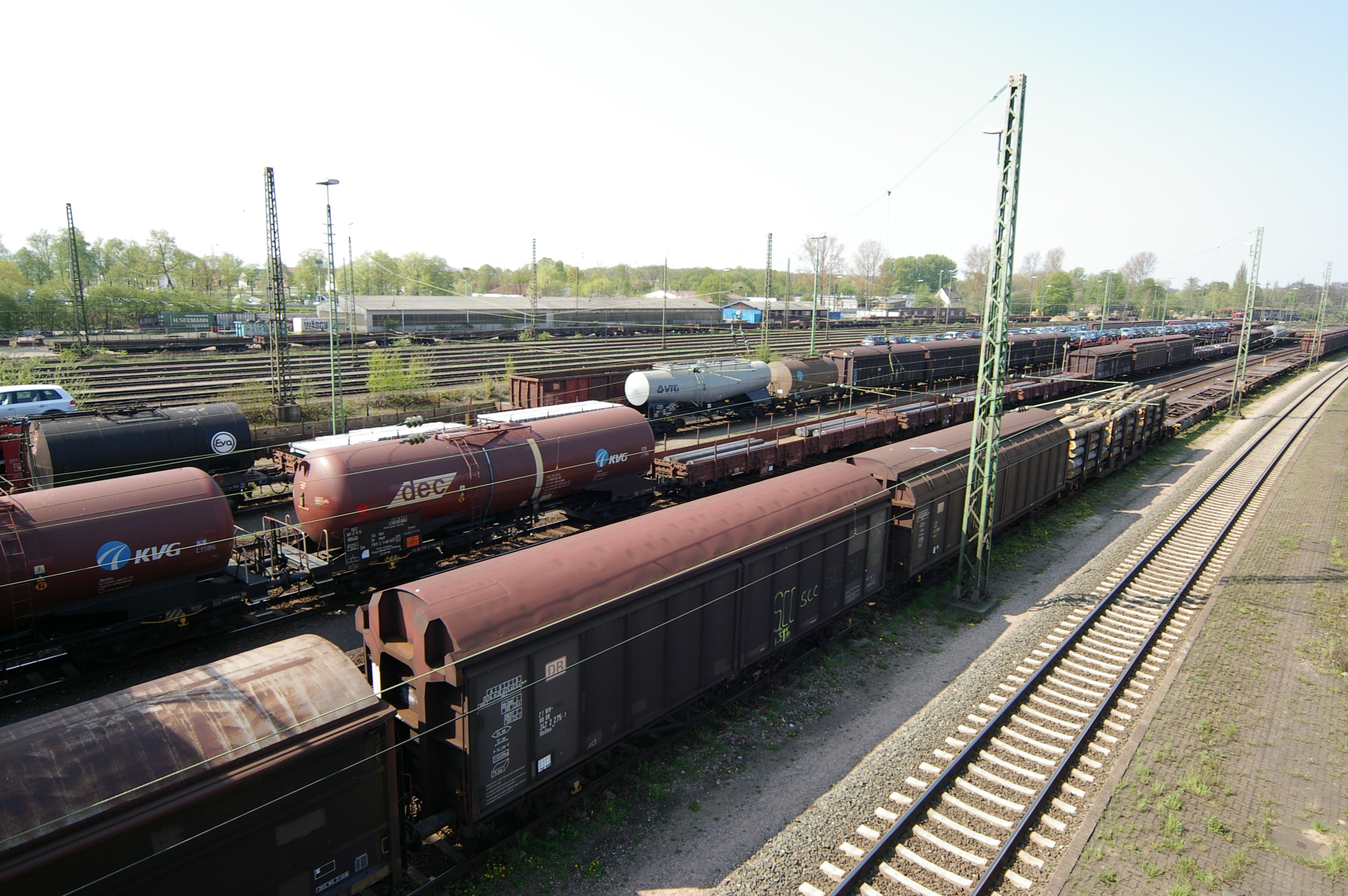
Schienengüterverkehr im Rangierbahnhof Seelze

Der Schienengüterverkehr umfasst im Kernbereich die kommerziellen Verkehrsleistungen von Güterzügen. Neben dem eigentlichen Transport kommen vor- und nachbereitende Abläufe und Prozesse hinzu, wie die Verladung der Güter auf den Verkehrsträger Schiene. Ebenso sind Umgruppierungsprozesse (Rangieren, Umschlag) während des Transports Teil des Schienengüterverkehrs.
Zu den Besonderheiten des Schienengüterverkehrs gehört es, dass neben den klassischen Akteuren im Güterverkehr, dem Güterversender, dem Spediteur und dem Güterempfänger, aufgrund der Systemeigenschaften Infrastrukturunternehmen stark am Produktionsprozess und an der Produktionsqualität beteiligt sind. Hierbei sind oft mehrere Eisenbahninfrastrukturunternehmen beteiligt, die u. a. Bahnstrecke, Güterbahnhöfe, Gleisanschlüsse, Umschlagbahnhöfe, Rangierbahnhöfe usw. betreiben.
Nicht zum Güterverkehr zählt der Transport von Gepäck oder Fahrrädern in Personenzügen oder von Automobilen in Autoreisezügen, da der Hauptzweck hier die Beförderung des Fahrgastes ist und er selbst für den An- und Abtransport sorgt.
Zum Gütertransport zählen jedoch die Rollende Landstraße und reine Autotransporte. Bei begleiteten Rollenden Landstraßen fahren zwar Lkw-Fahrer in Begleitwagen im Zug mit, diese Beförderung wird jedoch nachrangig zum kommerziellen Hauptzweck eingestuft.
Eine weitere Mischform stellen Post- und Paketsendungen dar, die in Personenzügen von Kurierdiensten transportiert werden. Dieser Transport kann dem Zweck entsprechend als Gütertransport eingestuft werden, wobei die Transportmenge nach Einstellung der eigenständigen Bahnpostwagen in Personenzügen mittlerweile gering ist.

## Geschichte

### Beginn bis zum Ende des Ersten Weltkriegs

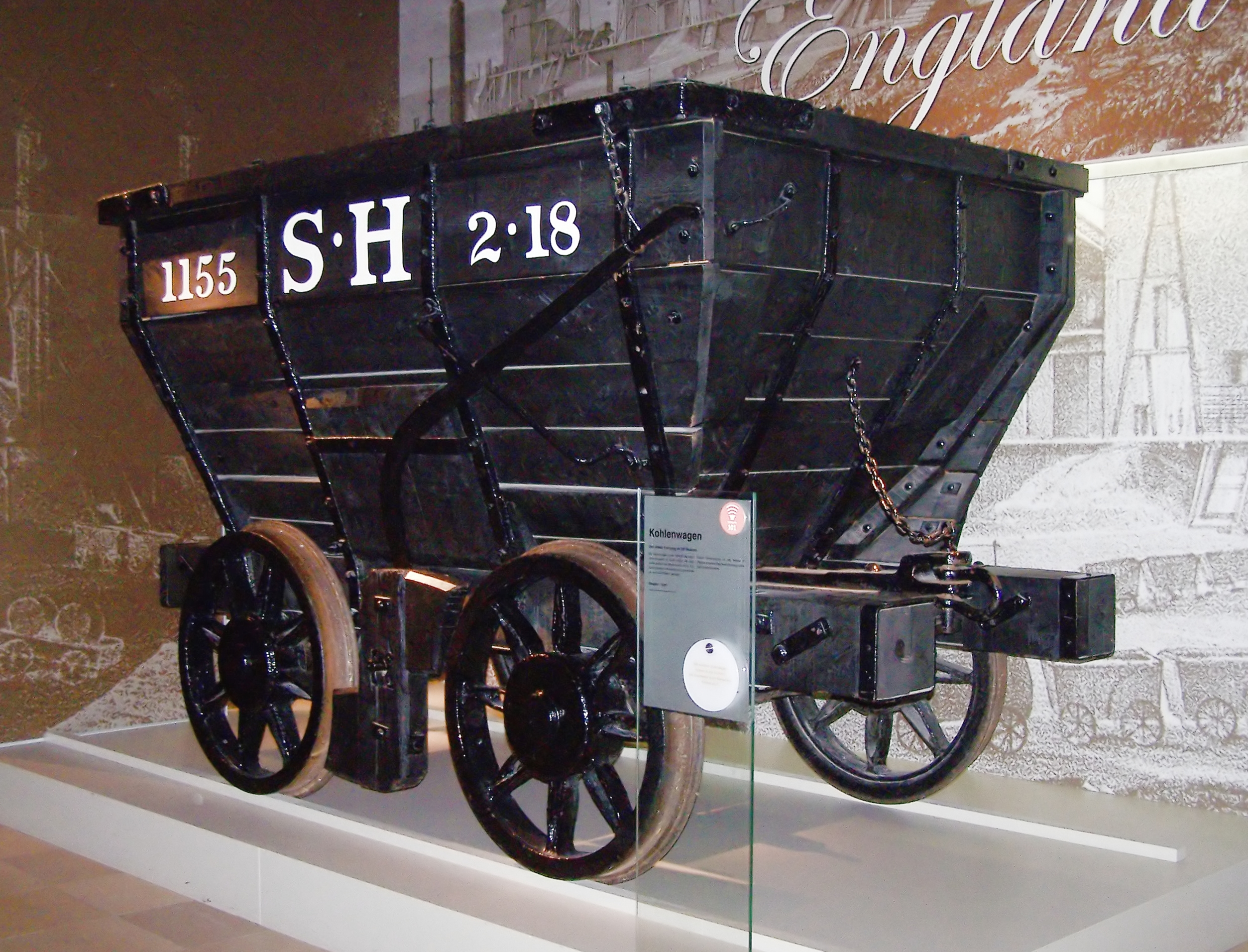
Kohlewagen von 1829 des englischen Kohlebergwerks in South Hetton, ältestes erhaltenes Eisenbahnfahrzeug außerhalb Großbritanniens im Verkehrsmuseum Nürnberg

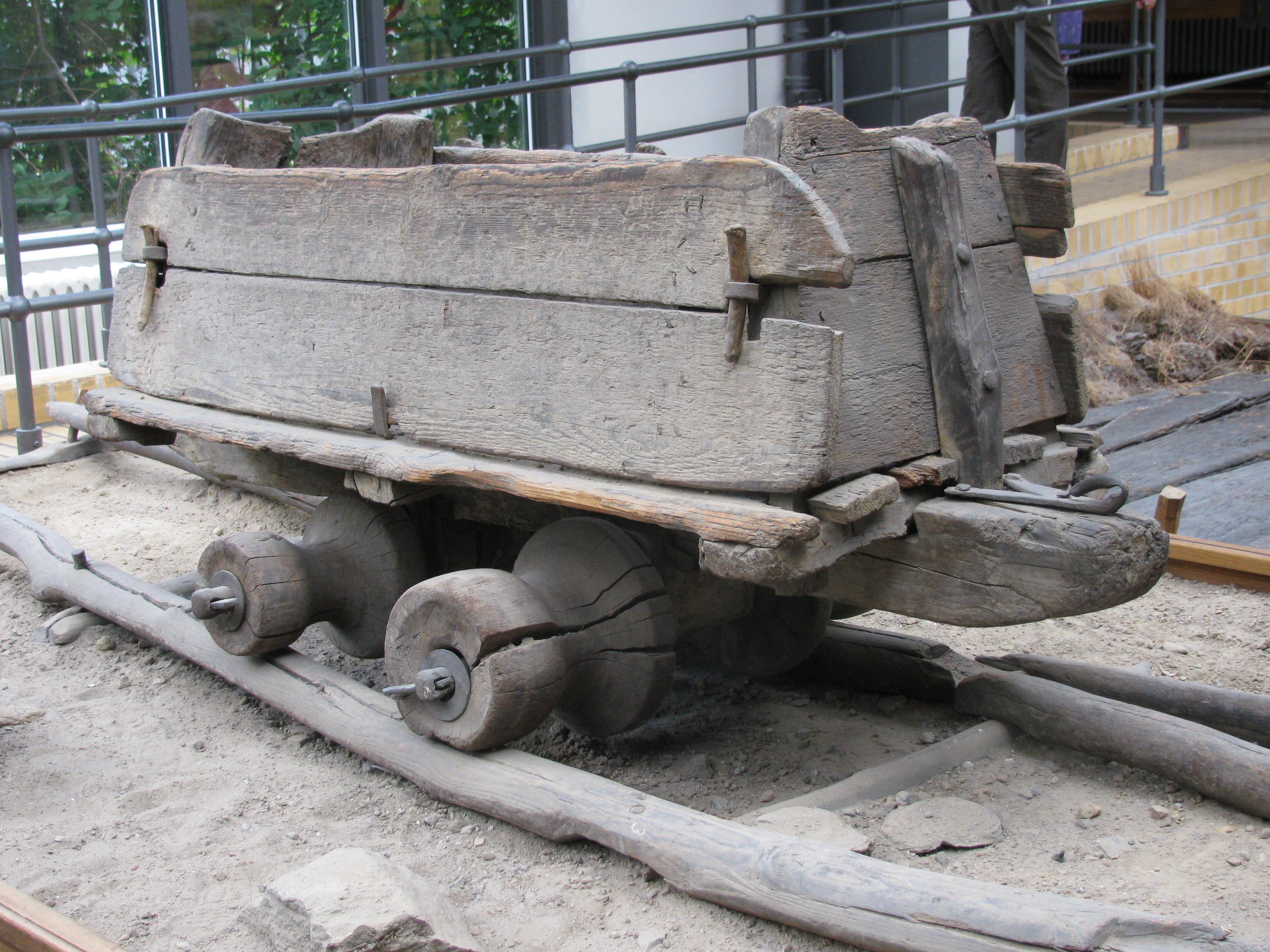
Grubenbahn in Siebenbürgen auf Holzbohlenschienen, 16. Jhdt.

Die Anfänge des Schienengüterverkehrs reichen zurück bis in das alte ägyptische Reich und den dort angewandten Spurrillen-Straßen. Seit dem Spätmittelalter sind spurgeführte Wagen besonders im Bergbau im Einsatz.
Eine deutliche Kapazitätssteigerung erreichte diese Transportmethode mit der Erfindung der Watt‘schen Dampfmaschine 1769 und der Weiterentwicklung der Schienen. Zunächst wurden Dampfmaschinen als stationäre Zugmaschine eingesetzt. Zu Beginn des 19. Jahrhunderts wurden in englischen Bergwerksanlagen in Cornwall und um das nordostenglische Kohlenrevier um Newcastle upon Tyne die ersten Dampflokomotiven entwickelt, u. a. von Timothy Hackworth ab 1808, John Blenkinsop 1812, William Hedley 1813 und George Stephenson 1814. Die erste Bahnstrecke für den Gütertransport wurde 1830 mit der Liverpool and Manchester Railway eröffnet. Als Lokomotive für diese Strecke wurde die Rocket von Robert Stephenson eingesetzt. In Liverpool war auf dieser Strecke aufgrund des starken Gefälles und der schwachen Lokomotiven eine stationäre Dampflok installiert.
Um 1850 entwickelten sich neben den klassischen offenen Güterwagen die ersten Spezialwagen, wie Kesselwagen und Kühlwagen, die von Wagenleihanstalten an die einzelnen Betriebe vermietet wurden.
In der Folgezeit nahm die Verwendung der Güterwagen stetig zu, so dass eine Standardisierung notwendig wurde. In Deutschland stellte der Verein Deutscher Eisenbahnverwaltungen 1850 Vorschriften zur Vereinheitlichung von Abmessungen und Einrichtungen auf. 1881 wurden diese Bemühungen durch die Gründung des Preußischen Staatswagenverbandes begünstigt. 1909 kam es zur Gründung des Deutschen Staatsbahnwagenverbandes mit einheitlichen Wagentypen und Wagenkennzeichnungen, den Gattungszeichen. Bis Ende 1911 umfasste der Wagenpark des Verbandes ca. 560.000 Güterwagen.

### Nach dem Ersten Weltkrieg bis nach dem Zweiten Weltkrieg
Nach dem Ersten Weltkrieg wurde 1921 die Vereinigung der Privatgüterwagen-Interessenten (VPI) gegründet, die die Interessen der privaten Transportbranche, vor allem der Wagenvermieter, Güterwagenbau- und Instandhaltungsunternehmen und Inhaber von Privatgleisanschlüssen bis heute bündelt. Im Jahr darauf wurde das Übereinkommen über die gegenseitige Benutzung der Güterwagen im internationalen Verkehr (RIV) geschlossen, das den Austausch von Güterwagen in Europa und Nahost regelt.

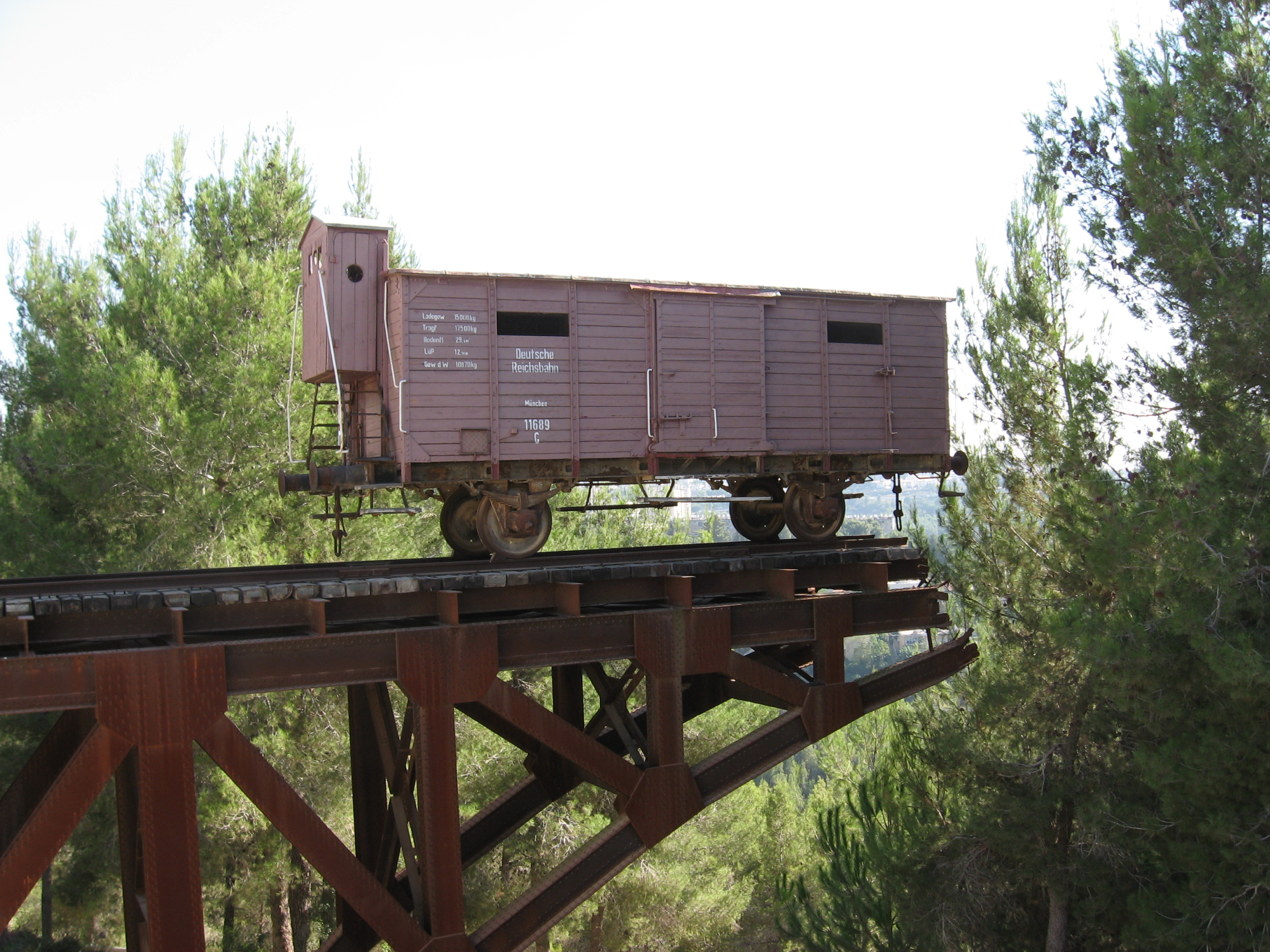
Mit Wagen dieses Typs wurden während des Holocausts Menschen in die Vernichtungslager transportiert. Denkmal zur Erinnerung an die Deportierten, Schoah-Gedenkstätte Yad Vashem, Mai 2004.

Die Logistik der Reichsbahn war bedeutend für die Durchführung der Angriffskriege, die Vorbereitung zum Einfall in die Sowjetunion soll der größte Eisenbahnaufmarsch in der Geschichte gewesen sein. Bei der Vernichtung der Juden war die Logistik der Reichsbahn ebenfalls ein wichtiger Baustein. Die jüdischen Menschen wurden von der Deutschen Reichsbahn wie Vieh mit aus geschlossenen Güterwagen bestehenden Zügen in die Konzentrations- und Vernichtungslager gebracht. Diese Transporte mit Viehwagen zum Beispiel aus dem Güterbahnhof der Frankfurter Großmarkthalle spielte daher eine bedeutende Rolle bei dem Völkermord innerhalb der Vernichtungsmaschinerie des Holocaust. Seit 1997 erinnert dort eine Gedenktafel daran.

### Nach dem Zweiten Weltkrieg bis heute
Ab 1953 wurden in Westeuropa mit dem Europ-Verband und ab 1964 in den RGW-Staaten mit dem Gemeinsamen Güterwagenpark (OPW) internationale Güterwagenparks geschaffen. Eine internationale Harmonisierung im Güterverkehr gelang in der zweiten Hälfte des 20. Jahrhunderts durch den Internationalen Eisenbahnverband (UIC), unter anderem durch die Entwicklung von UIC-Einheitsgüterwagen. Alle Güterwagen, die innerhalb der UIC-Mitgliedsgesellschaften an internationalem Verkehr teilnehmen, müssen entsprechend den UIC-Vorschriften ausgestattet und einheitlich mit einem UIC-Gattungszeichen und einer UIC-Wagennummer gekennzeichnet sein.
Im Jahr 1961 einigten sich die in der UIC zusammengeschlossenen Bahnen auf die sogenannte Europoolpalette, umgangssprachlich Europalette, deren Einsatz die Beladungszeiten für Güterwagen drastisch verkürzte. Mit 500 Millionen Stück ist sie heute zahlenmäßig noch vor dem Container der meistverwendete Ladungsträger. Seit Ende der 1960er-Jahre nahm die Bedeutung des Containers im Schienengüterverkehr stetig zu. Heute dominiert er als intermodaler Wechselbehälter den kombinierten Verkehr Schiff–Zug und Lkw–Zug. Im Vergleich mit klassischen Güterwagen nutzen die auf den Straßen- und Schiffstransport ausgelegten Container allerdings das bei den meisten Bahnen zur Verfügung stehende Lademaß nur schlecht aus. Der grenzüberschreitende Schienengüterverkehr in der EU soll weiter gestärkt und vereinfacht werden, wozu die Technischen Spezifikationen für die Interoperabilität von 2006 einen Beitrag für den konventionellen Eisenbahnverkehr durch weitgehendere Normierungen leisten.

## Bedeutung

### Generell
Aufgrund des Güterstruktureffekts nimmt in allen hochentwickelten Volkswirtschaften in den letzten Jahrzehnten die Bedeutung der eisenbahnaffinen Massenguttransporte zugunsten von kleinteiligen Stückgütern ab. Der Schienengüterverkehr unterliegt deshalb einem starken Wandlungsprozess mit hohen Zuwachsraten im intermodalen Güterverkehr, während der Massengutverkehr stagniert oder teilweise rückgängig ist. Der Stückgut-, Expressgut- und Eilgutverkehr hat dagegen nur eine geringe Bedeutung. Die letztgenannten Transporte wurden in Deutschland Ende der 1960er-Jahre nach und nach aufgegeben – zusammen mit der Beförderung von Reisegepäck. In anderen Ländern, wie etwa in Belgien durch die SNCB, werden auch heute noch Stückgut und/oder Gepäck-Verkehre durchgeführt und es gibt Rentabilitätsuntersuchungen über eine Wiedereinführung der klassischen Expressgutbeförderung auf internationaler Ebene, insbesondere zwischen Flughäfen. Ein Grenzfall zwischen solchem Stückgut- und dem konventionellen Güterverkehr ist die Beförderung von Luftfrachtcontainern mit Schnellgüterzügen, wie sie ursprünglich für die Strecke zwischen dem DHL-Luftfrachtdrehkreuz am Flughafen Leipzig/Halle und Frankfurt am Main geplant war.
Immer wieder in der Diskussion sind Hochgeschwindigkeitsgüterzüge. Untersuchungen um 1990, einen ICE-Güterverkehr als ICE-G, ähnlich dem TGV postal, einzuführen, wurden nicht in die Praxis umgesetzt.

### Deutschland

#### Überblick
| Güterzüge | pro Tag | daraus errechnet | daraus errechnet   |
| Güterzüge | pro Tag | pro Std.         | Abstand in Minuten |
| --- | ------- | ---------------- | ------------------ |
| Köln – Koblenz – Mannheim | 300     | 12,5             | 04,8               |
| Karlsruhe – Basel | 200     | 08,3             | 07,2               |
| Hamburg – Hannover | 200     | 08,3             | 07,2               |
| Bremen – Hannover | 150     | 06,3             | 09,6               |
| Hannover – Fulda/Gießen | 250     | 10,4             | 05,8               |
| Gemünden – Nürnberg – Regensburg – Passau | 215     | 09,0             | 06,7               |
| Minden – Hannover – Braunschweig – Magdeburg | 160     | 06,7             | 09,0               |
| Würzburg/Nürnberg – München – Rosenheim – Kufstein – Brenner bzw. Salzburg | 140     | 05,8             | 10,3               |
| Quelle: Schienennetz 2025/2030: Ausbaukonzeption für einen leistungsfähigen Schienengüterverkehr in Deutschland (2010) Dort tägliches Aufkommen. Umgerechnet auf 24 Std. pro Tag und Abstand in Minuten. Zusätzlich Züge des Personenverkehrs, Zugfolgen noch dichter |         |                  |                    |

Der Schienengüterverkehr erbrachte 2019 in Deutschland mit 18,5 % Anteil und 129,2 Mrd. Tonnenkilometern nach dem Straßengüterverkehr die zweithöchste Transportleistung der Verkehrssysteme (Stand 2019).
Im Jahr 2019 wurden im Schienengüterverkehr in Deutschland insgesamt 526 Mio. Tonnen Güter transportiert. Hiervon wurden 299 Mio. Tonnen im öffentlichen Schienengüterverkehr bewegt und 227 Mio. Tonnen im nichtöffentlichen Verkehr. Von den öffentlich transportierten Gütern sind zwei Drittel dem innerdeutschen Binnenverkehr zuzuordnen, etwa 4 % dem Transitverkehr. Die Aufteilung der transportierten Güter nach den Güterarten gemäß NST 2007 im öffentlichen Schienengüterverkehr war 2020 wie folgt:
- Gutart unbekannt (z. B. Kombinierter Verkehr): 86 Mio. Tonnen
- Metalle und Metallerzeugnisse: 47 Mio Tonnen
- Erze, Steine und Erden, Bergbauerzeugnisse: 46 Mio. Tonnen
- Kokerei- und Mineralölerzeugnisse: 38 Mio. Tonnen
- chemische Erzeugnisse: 25 Mio. Tonnen
- Kohle, rohes Erdöl und Erdgas: 22 Mio. Tonnen
- Sekundärrohstoffe und Abfälle: 10 Mio. Tonnen
- Fahrzeuge: 9 Mio. Tonnen.

Diese Transportmenge wurde mit 78.280 Wagen im öffentlichen und 9.593 im nichtöffentlichen Verkehr und 2.964 bzw. 394 Lokomotiven bewegt.
Der Schienengüterverkehr bündelt sich, vor allem im Langstrecken- und Transitverkehr, auf den Haupttransportrouten, den sogenannte Güterverkehrskorridore. Auf diesen wird für die Zukunft mit einem überproportionalen Anstieg gerechnet. Die täglich verzeichneten Güterzugfahrten in diesen Hauptkorridoren veranschaulichen die derzeitige Bedeutung und Kapazitätsbelastung (siehe Tabelle).

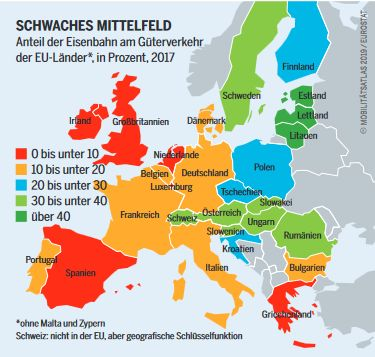
Der Anteil der Schiene am Güterverkehr der EU-Staaten, 2017. Grafik: Bartz/Stockmar, CC BY 4.0

Etwa die Hälfte der Transportleistung im Schienengüterverkehr in Deutschland wird derzeit mit grenzüberschreitenden Transporten und im Transitverkehr erbracht (59,7 von 130,0 Mrd. tkm im Jahr 2018). Dementsprechend führen diese Transporte in anderen Ländern zu Transitverkehr, vor allem in der Schweiz und in Österreich, wobei sich die Transportmengen des von Deutschland erzeugten und durch Deutschland laufenden Transitverkehrs etwa gleichen. Die Verkehrswissenschaftler empfehlen daher, von einer getrennten Betrachtung des Transitverkehrs abzusehen und den gemeinsamen, länderübergreifenden Infrastrukturausbau zusammen mit dem Abbau von Engpässen an Knoten voranzubringen, zumal Deutschland von diesem Warenaustausch weiter profitieren wird.

#### Entwicklung

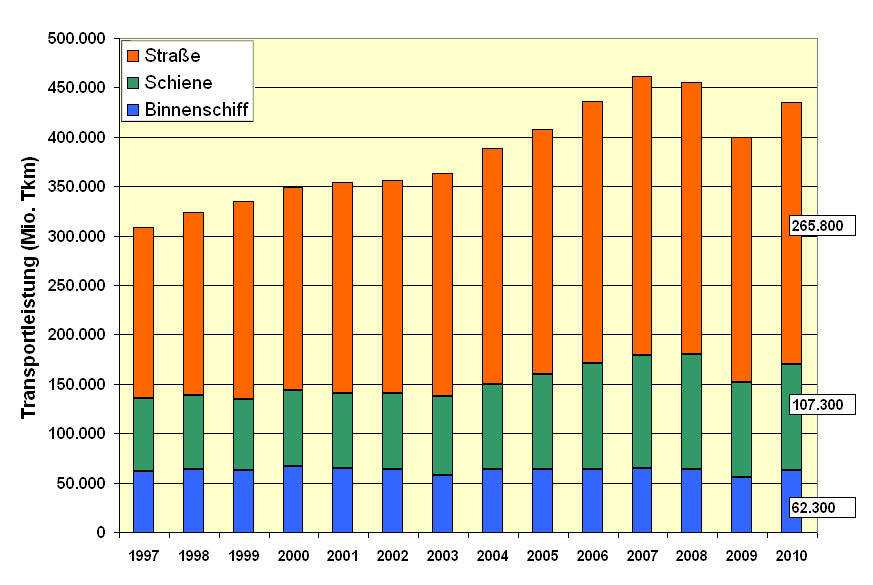
Transportleistung des gewerblichen Güterverkehrs (ohne Werkverkehr, in Mio. Tonnenkilometern) in Deutschland nach Verkehrsarten: Straße (Rot), Eisenbahn (Grün), Binnenschifffahrt (Blau).

Der Anteil an der Güterverkehrsleistung war in den vergangenen Jahrzehnten eher leicht steigend, kurzzeitig unterbrochen etwa durch die Große Rezession im Jahr 2009.
Zwischen 2002 und 2004 führte DB Cargo das groß angelegte Sanierungsprogramm „Marktorientiertes Angebot Cargo (MORA C)“ mit starker Konzentration auf Ganzzugverkehr durch. Die Zahl der Gleisanschlüsse sank von über 11.000 im Jahr 1994 auf ca. 4000 im Jahr 2004, mehrere Rangierbahnhöfe wurden stillgelegt. Daraufhin führte der Bundestag 2004 eine Gleisanschlussförderrichtlinie ein, in deren Folge sich die Abnahme der Gleisanschlüsse verlangsamte. 2010 existierten in Deutschland noch 3.700 Gleisanschlüsse. Seit 2003 nimmt die Transportleistung des Schienengüterverkehrs in Deutschland wieder zu, auch der Anteil am gesamten Güterverkehr wächst. Dabei gerät das Schienennetz in Deutschland zunehmend an Kapazitätsgrenzen.
Der 2020 durch den Bund vorgelegte Masterplan Schienenverkehr sieht eine Steigerung des Marktanteils des Schienengüterverkehrs am Güterverkehr auf mindestens 25 Prozent vor. Auch die 2021 ins Amt gekommene Bundesregierung verfolgt das Ziel einer Steigerung auf 25 Prozent.
Gleichzeitig wird aufgrund der Energiewende, des geplanten Kohleausstiegs und der zunehmenden Verbreitung von Fahrzeugen mit elektrischem Antrieb ein Rückgang bei den Massenguttransporten von fossilen Brennstoffen erwartet. Dies betrifft primär den Transport von Kohle, Rohöl und deren Erzeugnisse (z. B. Kraftstoffe), aber auch Sekundärrohstoffe, die bei der Kohleverstromung (z. B. Gips) oder Raffinerie (z. B. Schwefel) anfallen.

### Österreich
In Österreich wurde 2022 insgesamt eine Güterverkehrsleistung von 22 Mrd. tkm (2009: 20 Mrd. tkm) erbracht. Davon unter 5 Mrd. tkm im Binnenverkehr. In diesem Jahr wurden 103 Mio. Tonnen an Gütern transportiert. Die Rail Cargo Austria ist das größte Schienengüterverkehrsunternehmen in Österreich.
Der Anteil des Schienengüterverkehrs an der gesamten Transportleistung lag 2021 bei 27,1 %.
Bahnstrecken bildeten bis 1980 das Rückgrat für Brief und Pakettransport der Post. Bis 2000/2010 wurde dieser weitgehend auf Lkw-Verkehr umgestellt. Der Bahnexpress-Stückgutservice (BEX) der ÖBB, nunmehr Rail Cargo Austria (RCA) fährt seit April 2011 nicht mehr mit der Bahn, sondern per Lkw. In einem Blog wird um 2015 beklagt, dass die normalspurige Lokalbahn GKB deutlich Güterverkehr verloren hat.
Vereinzelt bringen Unternehmen ihre Güter auf die Bahn – etwa in Graz produzierte Pkw in neu entwickelten geschlossenen Wagen. Bei Werndorf südlich Graz wurde 2003 das Cargo Center Graz eröffnet, das insbesondere Container, die per Bahn vom slowenischen Mittelmeerhafen Koper kommen, auf Lkw verlädt. Mit Stand 2017 werden hier jährlich 200.000 Container umgeschlagen, ein Ausbau bis 2024 um ein zweites Terminal ist geplant.
Weitere fünf österreichischen Terminals in Wien Süd, Wels, St. Michael, Villach Süd und Wolfurt verknüpfen internationale Wirtschaftsstandorte und Seehäfen an der Ostsee, an der Nordsee, an der Adria und am Schwarzen Meer.

### Schweiz
In der Schweiz ging der Anteil des Schienengüterverkehrs am gesamten Güterverkehr (Modal Split) jahrelang zurück. Im Jahre 1980 transportierte die Bahn mehr als der Straßengüterverkehr; 2009 waren es 36 % zu 64 %. Insgesamt wurden im Jahr 2010 60,4 Mio. Tonnen mit einer Verkehrsleistung von 10,75 Mrd. tkm transportiert.
Besondere Bedeutung für den Güterverkehr in der Schweiz nimmt der Nord-Süd-Transitverkehr ein. Hierfür wurden mit dem Projekt Neue Eisenbahn-Alpentransversale die beiden Achsen über den Lötschberg und den Gotthard ausgebaut. Das zentrale Projekt, der Gotthard-Basistunnel, wird seit September 2016 von Güterzügen befahren.

### International

Die wichtigsten Strecken der RŽD in Russland

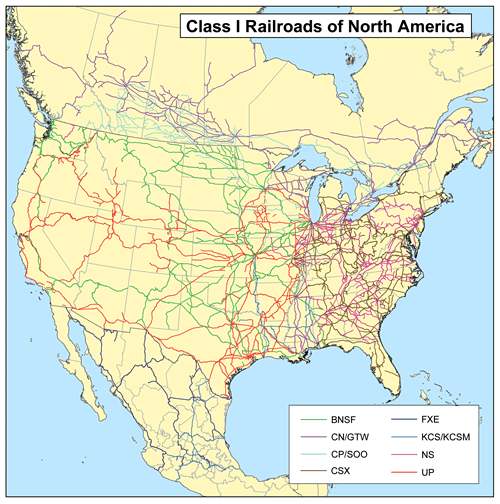
Streckennetz der Class-1-Bahngesellschaften in den USA

Weltweit wurden 2010 insgesamt 9281 Milliarden Tonnenkilometer an Güterverkehrsleistung auf der Schiene erbracht. Dies bedeutet eine Steigerung um 3,4 % gegenüber dem Vorjahr. Der größte Anteil davon wurde in Asien und Ozeanien mit 3462 Mrd. tkm erbracht. Hierunter hatte China mit 70 % den Löwenanteil der Verkehrsleistung zu verzeichnen. Nordamerika folgt auf der Rangliste mit 2791 Mrd. tkm (+ 4 % gegenüber 2009) und Russland mit 2011 Mrd. tkm (+ 8 % gegenüber 2009). In Europa (ohne die GUS-Staaten) wurden zusammen 327 Mrd. tkm (+ 7 % gegenüber 2009) transportiert. Südamerika mit 285 Mrd. Tonnenkilometer und Afrika mit 139,2 Mrd. tkm lagen am Ende der kontinentalen Rangliste. Nach Staaten aufgeschlüsselt wurden die größten Transportleistungen 2009 in der VR China mit 2,5 Bio. tkm, den USA mit 2,4 Bio. tkm, Russland (1,8 Bio. tkm), Indien (521 Mrd. tkm) und Kanada (322 Mrd. tkm) geleistet.
In den großen Flächenländern China, USA, Russland und Australien ist der Schienengüterverkehr einer der bedeutendsten Verkehrsträger. Während in der EU-27 2009 der Anteil des Schienengüterverkehrs bei 15,8 % des Gesamtgüterverkehrs lag, betrug er in China 32,5 % (Stand 2008), in Australien 38,5 % (2008), in den USA 41,7 % (2007) und in Russland 42,9 % (2009) am Gesamtgüterverkehr.

Eisenbahnstrecken in der australischen Region Pilbara

In Australien überholte die Eisenbahn zwischen 2000 und 2005 den Güterkraftverkehr und liegt nun mit 39,4 % vor dem Straßengüterverkehr mit 35,1 %. Ein wichtiger Faktor war 2004 die Eröffnung der Central Australian Railway, die Darwin mit der Transaustralischen Eisenbahn und damit mit den großen Städten im Süden des Kontinents verbindet. Eine besondere Bedeutung spielt der Eisenbahngüterverkehr im Nordwesten Australiens in der Region Pilbara. Dort betreiben die Bergbauunternehmen Fortescue Metals Group, Rio Tinto Group und BHP Billiton einige der größten Eisenerzminen der Welt. Die dort gewonnene Rohstoffe werden über firmeneigene Eisenbahnnetze zu Häfen in Port Hedland, Dampier und Cape Lambert transportiert. Die eingesetzten Züge gehören mit 40.000 Tonnen Masse und über drei Kilometer Länge zu den Größten und die Bahnstrecken, die für eine Achslast von bis zu 40 Tonnen ausgelegt sind, zu den tragfähigsten der Welt.
In den USA vergrößerte sich der Marktanteil des Schienengüterverkehrs zwischen 1990 und 2006 gemessen in Tonnenkilometern von 29,5 % auf 40 %. Damit liegt er deutlich vor dem Lkw mit 28 % und Pipelines mit 19,8 %. Ein erheblicher Einfluss auf das Wachstum des Marktanteils der Schiene wird dem Staggers Rail Act zugeschrieben.
In Russland betrug 2007 der Marktanteil des Schienengüterverkehrs 43,1 % und liegt damit knapp hinter Pipelines mit 50,9 %. Lkw haben nur einen untergeordneten Marktanteil von 4,3 %.

## Unternehmen

### Verkehrsunternehmen

#### Europa

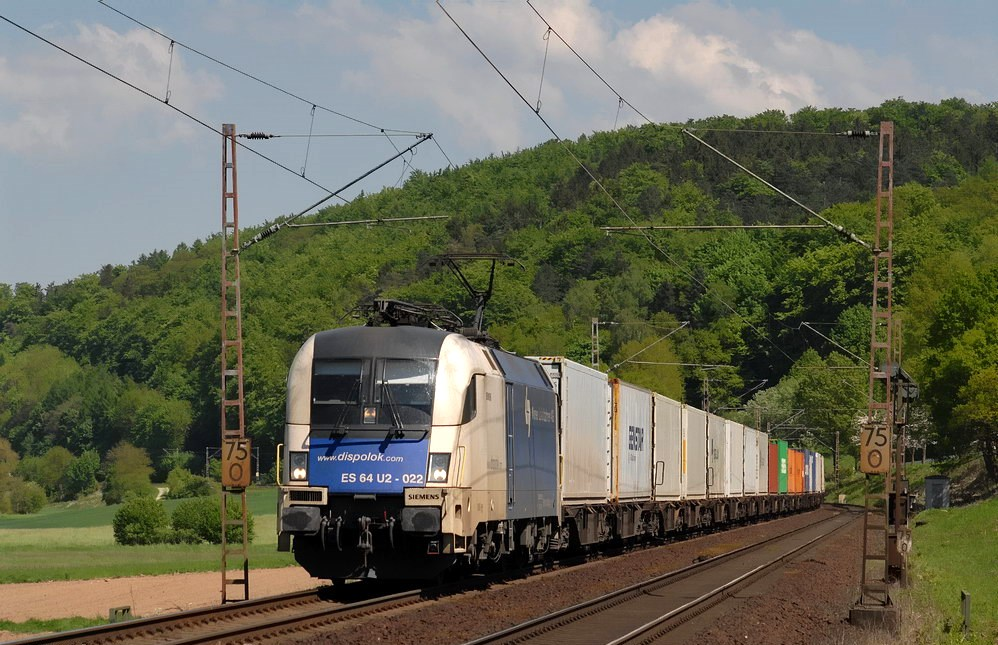
Güterzug der WLC

Im europäischen Schienengüterverkehr dominieren aktuelle oder ehemalige Staatsbahnen als Eisenbahngüterverkehrsunternehmen. Mit Abstand haben die Rossijskije schelesnyje dorogi (RŽD) die größte Transportleistung in Europa. Die folgende Tabelle enthält weitere große Güterverkehrsunternehmen des EU/EFTA-Raums. (Stand 2022)
| Unternehmen      | Hauptsitz   | Marktführer in … | Transport- leistung | Mitar- beiter | Loks  | Bemerkung                   |
| ---------------- | ----------- | ---------------- | ------------------- | ------------- | ----- | --------------------------- |
| DB Cargo         | Deutschland | DE, UK, NL, DK   | 84 Mrd. tkm         | 31.000        | 2600  | zu Deutsche Bahn            |
| Fret SNCF        | Frankreich  | FR               | 16 Mrd. tkm         | 4.800         | 677   | zu SNCF                     |
| Captrain         | Frankreich  |                  | 17 Mrd. tkm         | 3.200         | 430   | zu SNCF, einschl. ITL       |
| PKP Cargo        | Polen       | PL               | 27 Mrd. tkm         | 20.000        | 1.547 | zu PKP                      |
| Rail Cargo Group | Österreich  | AT, HU           | 27 Mrd. tkm         | 5.887         | 718   | zu ÖBB                      |
| Mercitalia Rail  | Italien     | IT               | 22 Mrd. tkm         |               |       | zu FS, einschl. TX Logistik |
| SBB Cargo        | Schweiz     | CH               | 17 Mrd. tkm         | 2.178         | 110   | zu SBB                      |

1. ↑  inkl. Tochterunternehmen

#### Deutschland
Größtes Güterverkehrsunternehmen in Deutschland ist die DB Cargo AG, eine Tochtergesellschaft der Deutschen Bahn AG. Hielt sie 2010 gemessen an Tonnenkilometern noch 74,9 % Marktanteil, schrumpfte dieser Wert für 2020 auf lediglich 42,8 %, vor dem größten Konkurrenten Captrain Deutschland mit 6,1 %.
Seit 2005 kommt es vermehrt zu Übernahmen. Besonders (ehemalige) Staatsbahnen haben ihr Portfolio erweitert. Bei lediglich sechs von 18 Übernahmen kaufte eine Privatbahn einen Konkurrenten auf.

#### Nordamerika
In den USA gibt es aktuell sieben Class-1-Gütertransportgesellschaften mit einem Jahresumsatz von jeweils mehr als 250 Millionen US-Dollar. Diese sind die CSX Transportation, die Norfolk Southern Railway, die BNSF Railway, die Union Pacific Railroad, die Kansas City Southern, die Grand Trunk Corporation (Tochtergesellschaft der Canadian National Railway) und die Soo Line Railroad (Tochtergesellschaft der Canadian Pacific Railway). Die beiden letztgenannten Muttergesellschaften sind die einzigen beiden kanadischen Class-1-Bahngesellschaften.

### Infrastrukturunternehmen

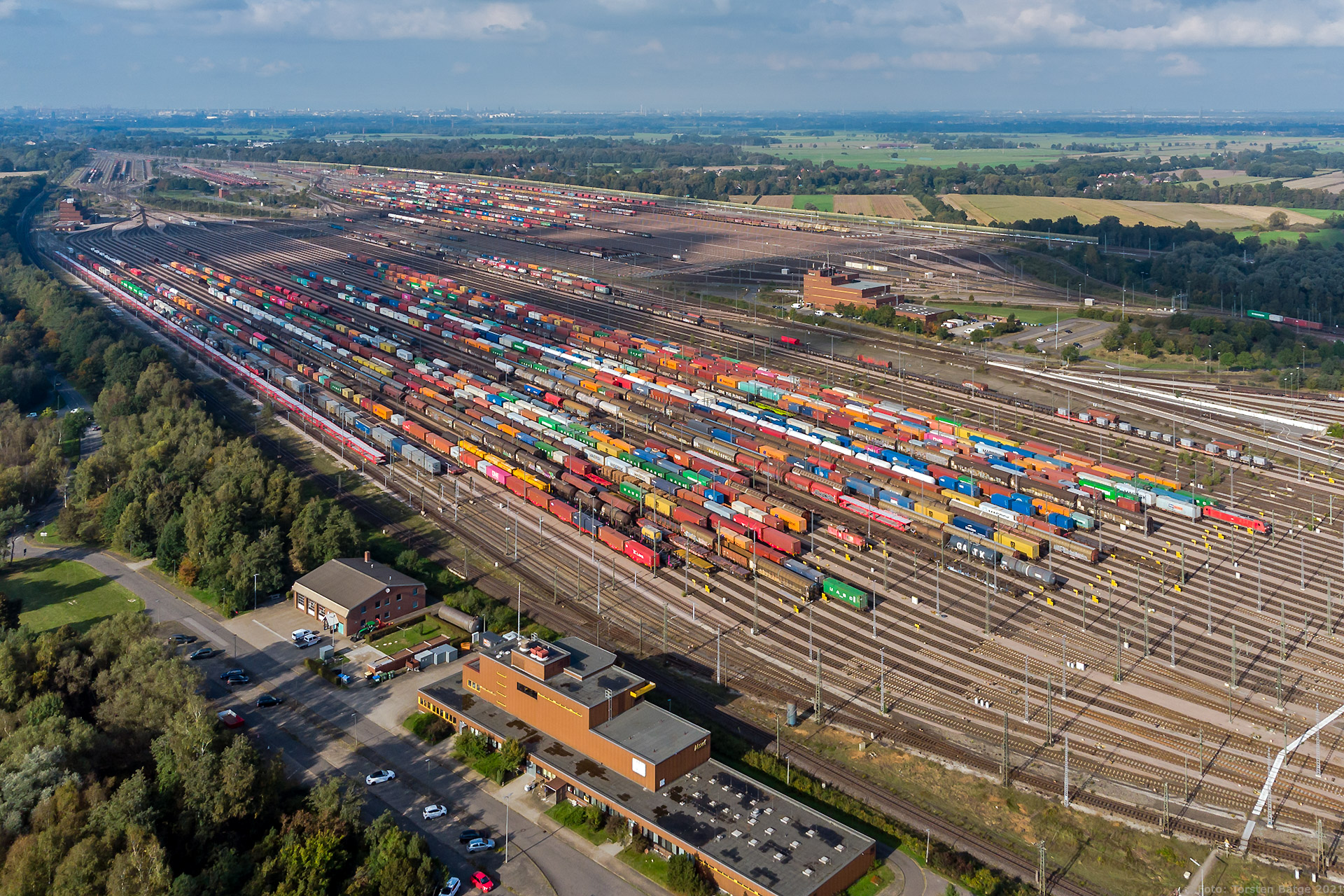
Maschen Rbf Nord – größter Rangierbahnhof Europas

In Deutschland wird der Schienengüterverkehr zumeist auf Anlagen der DB Netz abgewickelt, da sie mit 33.500 km über den Großteil des Eisenbahnnetzes verfügt. Diese Strecken werden auch vom Güterverkehr genutzt, abgesehen von wenigen Ausnahmen wie einigen Hochgeschwindigkeitsstrecken und Nebenbahnen. Für den Güterverkehr betreibt die Deutsche Bahn AG mit ihren Tochterunternehmen derzeit neun Rangierbahnhöfe und diverse Güter- und Umschlagbahnhöfe.
In Deutschland werden lediglich ca. 4000 km öffentliche Strecken als private Schienen-Infrastruktur sowie 1940 km Bahnstrecken im nichtöffentlichen Güterverkehr betrieben, vorrangig im Bereich von Werksbahnen, wie beispielsweise den sogenannten Montanbahnen, die zur Verbindung von Braunkohletagebauen mit den angegliederten Kraftwerken von Energieversorgungsunternehmen dienen.

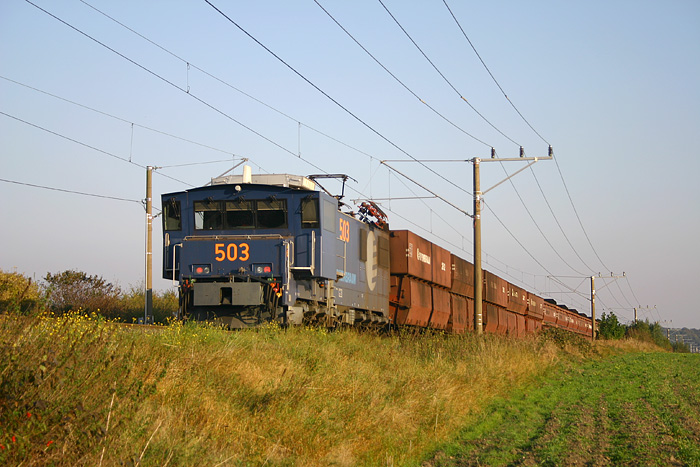
Ein Kohlezug auf der mit 6,6 kV bei 50 Hz elektrifizierten RWE-Nord-Süd-Bahn bei Frechen-Habbelrath

Manche dieser Bahnen werden mit der bundesweiten Stromfrequenz von 50 Hz betrieben, so dass keine eigenen Umspannanlagen auf die im Eisenbahnnetz übliche Standard-Elektrifizierung von 15 kV und 16,7 Hz erforderlich sind. Für diese Werksverkehre existieren weitere Ausnahmeregelungen, die über die Eisenbahn-Bau- und Betriebsordnung (EBO) hinausgehen, da diese Bahnen der Betriebsordnung für Anschlussbahnen unterliegen. Aufgrund der mit der Produktion abgestimmten Prozesse werden auf diesen Werkbahnen sehr große Massen bewegt. 2010 waren dies fast 40 % der im Schienengüterverkehr in Deutschland transportierten Masse. Jedoch aufgrund der deutlich kürzeren Entfernungen (im Schnitt 13 km gegenüber 268 km im öffentlichen Verkehr) beträgt die Verkehrsleistung auf diesen Bahnstrecken nur 3 % der Gesamtverkehrsleistung.
Auch in der Güterbahnhofsinfrastruktur sind verschiedene private Unternehmen aktiv. So übernahm im Jahr 2008 die Rail & Logistik Center Wustermark, eine Tochter der Havelländischen Eisenbahn (hvle), den Rangierbahnhof Wustermark von der DB Netz AG und betreibt ihn seitdem als Güterbahnhof. Ähnlich wurde mit dem Rangierbahnhof in Falkenberg/Elster verfahren. Dieser wurde von der DB Netz an die BLG Logistics Group verkauft und wird von deren Tochterunternehmen BLG Railtec seit Oktober 2011 als Güterbahnhof für den Automobil-Verkehr in die Slowakei und Tschechien genutzt.
Ähnlich wie in Deutschland wird auch in anderen europäischen Staaten der Großteil der Infrastruktur von ehemaligen Staatsunternehmen oder staatlich kontrollierten Unternehmen betrieben. Zwei wichtige Ausnahmen stellen die Betuweroute in den Niederlanden und der Eurotunnel zwischen Frankreich und Großbritannien dar. Die niederländische Güterzugneubaustrecke wird von der privaten Green Tulip Railway Company betrieben. Der Tunnel unter dem Ärmelkanal wird von der börsennotierten Groupe Eurotunnel betrieben.

## Produktionssysteme
Das Produktionssystem ist die Art und Weise, wie ein Eisenbahnverkehrsunternehmen seine Produktion organisiert. Nach der Art der kleinsten Transporteinheit, die dem Kunden angeboten wird, unterscheidet man im Schienengüterverkehr klassischerweise zwischen Wagenladungsverkehr und Sammelgutverkehr. Im ersten Fall ist die kleinste Transporteinheit der Güterwagen, im zweiten Fall sind auch kleinere Sendungen möglich, die mit Sendungen anderer Kunden in einem Güterwagen gebündelt werden. Mit der Entwicklung des Kombinierten Verkehrs (KV) Mitte des 20. Jahrhunderts hat sich ein weiteres Produktionssystem etabliert, während der Sammelgutverkehr als eigenständiges Produktionssystem in vielen Ländern aufgegeben wurde.
Der Wagenladungsverkehr wird in der Regel in die Produktionssysteme Einzelwagenverkehr (EWV) und Ganzzugverkehr (GV) unterteilt. Diese unterscheiden sich danach, ob für einen Kunden nur einzelne Wagen bzw. Wagengruppen transportiert werden, oder ob das Transportaufkommen so groß ist, dass für einen Kunden ein ganzer Zug gebildet wird. Auch der Einzelwagenverkehr wurde in vielen Ländern bereits eingestellt.
|                     |                     |                     |                     |                     |                     |                    |                    | Produktionssysteme im Schienengüterverkehr |                    |                  |                  |                  |                  |  |  |                      |                      |                      |                      |                      |                      |                  |                  |                  |                  |  |  |  |  |  |  |  |  |  |  |  |  |  |  |  |  |  |  |
|                     |                     |                     |                     |                     |                     |                    |                    |                                            |                    |                  |                  |                  |                  |  |  |                      |                      |                      |                      |                      |                      |                  |                  |                  |                  |  |  |  |  |  |  |  |  |  |  |  |  |  |  |  |  |  |  |
|                     |                     |                     |                     |                     |                     |                    |                    |                                            |                    |                  |                  |                  |                  |  |  |                      |                      |                      |                      |                      |                      |                  |                  |                  |                  |  |  |  |  |  |  |  |  |  |  |  |  |  |  |  |  |  |  |
| Wagenladungsverkehr | Wagenladungsverkehr | Wagenladungsverkehr | Wagenladungsverkehr | Wagenladungsverkehr | Wagenladungsverkehr |                    |                    | Sammelgutverkehr                           | Sammelgutverkehr   | Sammelgutverkehr | Sammelgutverkehr | Sammelgutverkehr | Sammelgutverkehr |  |  | Kombinierter Verkehr | Kombinierter Verkehr | Kombinierter Verkehr | Kombinierter Verkehr | Kombinierter Verkehr | Kombinierter Verkehr |                  |                  |                  |                  |  |  |  |  |  |  |  |  |  |  |  |  |  |  |  |  |  |  |
| Wagenladungsverkehr | Wagenladungsverkehr | Wagenladungsverkehr | Wagenladungsverkehr | Wagenladungsverkehr | Wagenladungsverkehr |                    |                    | Sammelgutverkehr                           | Sammelgutverkehr   | Sammelgutverkehr | Sammelgutverkehr | Sammelgutverkehr | Sammelgutverkehr |  |  | Kombinierter Verkehr | Kombinierter Verkehr | Kombinierter Verkehr | Kombinierter Verkehr | Kombinierter Verkehr | Kombinierter Verkehr |                  |                  |                  |                  |  |  |  |  |  |  |  |  |  |  |  |  |  |  |  |  |  |  |
|                     |                     |                     |                     | Einzelwagenverkehr  | Einzelwagenverkehr  | Einzelwagenverkehr | Einzelwagenverkehr | Einzelwagenverkehr                         | Einzelwagenverkehr |                  |                  |                  |                  |  |  |                      |                      |                      |                      | Begleiteter KV       | Begleiteter KV       | Begleiteter KV   | Begleiteter KV   | Begleiteter KV   | Begleiteter KV   |  |  |  |  |  |  |  |  |  |  |  |  |  |  |  |  |  |  |
|                     |                     |                     |                     | Einzelwagenverkehr  | Einzelwagenverkehr  | Einzelwagenverkehr | Einzelwagenverkehr | Einzelwagenverkehr                         | Einzelwagenverkehr |                  |                  |                  |                  |  |  |                      |                      |                      |                      | Begleiteter KV       | Begleiteter KV       | Begleiteter KV   | Begleiteter KV   | Begleiteter KV   | Begleiteter KV   |  |  |  |  |  |  |  |  |  |  |  |  |  |  |  |  |  |  |
|                     |                     |                     |                     |                     |                     |                    |                    |                                            |                    |                  |                  |                  |                  |  |  |                      |                      |                      |                      |                      |                      |                  |                  |                  |                  |  |  |  |  |  |  |  |  |  |  |  |  |  |  |  |  |  |  |
|                     |                     |                     |                     | Ganzzugverkehr      | Ganzzugverkehr      | Ganzzugverkehr     | Ganzzugverkehr     | Ganzzugverkehr                             | Ganzzugverkehr     |                  |                  |                  |                  |  |  |                      |                      |                      |                      | Unbegleiteter KV     | Unbegleiteter KV     | Unbegleiteter KV | Unbegleiteter KV | Unbegleiteter KV | Unbegleiteter KV |  |  |  |  |  |  |  |  |  |  |  |  |  |  |  |  |  |  |
|                     |                     |                     |                     | Ganzzugverkehr      | Ganzzugverkehr      | Ganzzugverkehr     | Ganzzugverkehr     | Ganzzugverkehr                             | Ganzzugverkehr     |                  |                  |                  |                  |  |  |                      |                      |                      |                      | Unbegleiteter KV     | Unbegleiteter KV     | Unbegleiteter KV | Unbegleiteter KV | Unbegleiteter KV | Unbegleiteter KV |  |  |  |  |  |  |  |  |  |  |  |  |  |  |  |  |  |  |

Heute wird häufig nur zwischen den drei Produktionssystemen Einzelwagenverkehr, Ganzzugverkehr und Kombinierter Verkehr unterschieden. Daneben sind aber auch Mischformen zu finden, wie beispielsweise
- Wagengruppensysteme, bei dem Direktzüge aus wenigen Wagengruppen gebildet werden, oder
- Systeme, bei denen KV-Tragwagen im Einzelwagenverkehr transportiert werden.

## Güterzüge

### Zugarten
Güterzüge werden in verschiedene Zuggattungen eingeteilt:
- Ganz- oder Blockzüge: Beförderung einer Sendung von einem zum anderen Kunden in einem zwischen Abgangsbahnhof und Zielbahnhof unverändert zusammenbleibenden ganzen Zug, wobei meist Wagen gleicher Bauart zusammengestellt sind. Dies begünstigt bei Versender wie Empfänger standardisierte Be- und Verladevorgänge und Einrichtungen, die speziell auf den Wagentyp abgestimmt sind. In Deutschland sind diese Züge unter anderem den Gattungen IK (Interkombi-Zug), CS (geplanter Ganzzug) und CT (Ganzzug mit Drittleistung (Trucking Train)) zugeordnet.
- Gemischte Güterzüge des Wagenladungsverkehrs oder Einzelwagenverkehrs: aus einzelnen Wagen für verschiedene Kunden zusammengesetzte Züge, die in Rangierbahnhöfen zerlegt und neu zusammengestellt (rangiert) werden müssen. Diese Züge verkehren in Deutschland meist unter den Gattungen FR (Fracht Regionalzug), FS (Fracht Sonderzug) und FZ (Fracht Zubringerzug).
- Gemischte Ganzzüge: Diese verhältnismäßig neue Bezeichnung verwendet vor allem die Deutsche Bahn für Züge, die aus mehreren ganzzugartigen Blöcken bestehen, die unterschiedliche Güter transportieren und/oder unterschiedliche Laufwege haben. Man hofft hierdurch, die Flexibilität des Wagenladungsverkehrs mit der Effizienz des Ganzzugverkehrs zu verbinden. Einzelwagen und Gemischter Ganzzug verhalten sich zueinander wie Kurswagen und Flügelzug.
- Gemischte Züge: Es gibt Mischformen zwischen Güterzügen und Personenzügen. Je nach überwiegendem Fahrtzweck werden sie Güterzüge mit Personenbeförderung (Gmp) oder Personenzug mit Güterbeförderung (Pmg) genannt. Diese gelten bei den Bahnen in Deutschland gemäß Eisenbahn-Bau- und Betriebsordnung (EBO) als Reisezüge. In Deutschland sind diese Zugarten nur noch sehr selten anzutreffen.
- Werkverkehr: Güterverkehre, die auf nichtöffentlichem Streckennetz im internen Werkverkehr stattfinden.

### Fahrzeuge

#### Triebfahrzeuge

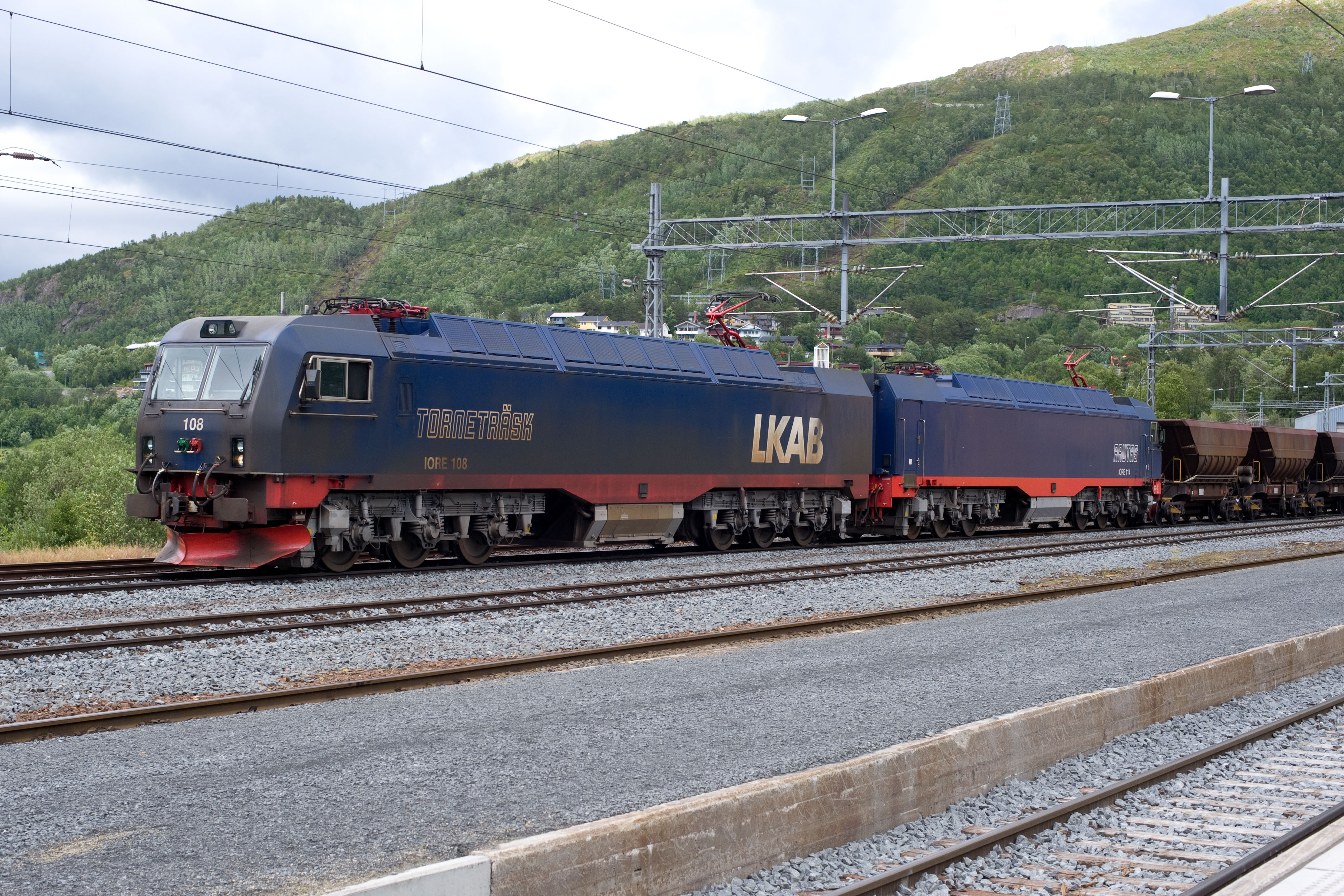
IORE-Doppellokomotive in Narvik

Triebfahrzeuge von Güterzügen benötigen eine hohe Anfahrzugkraft bei geringerer Höchstgeschwindigkeit. Die beiden Haupttraktionsarten sind hier Diesellokomotiven und Elektrolokomotiven. Nur noch in Ausnahmefällen werden Dampflokomotiven verwendet. Elektrolokomotiven haben einen Leistungsvorteil gegenüber Diesellokomotiven, letztere können jedoch universeller eingesetzt werden.
Bis in die 1980er-Jahre sind Elektrolokomotiven mit speziell an die Einsatzcharakteristik angepassten Gleichstrom- oder Wechselstrommotoren ausgerüstet worden. Die erforderliche höhere Anfahrzugkraft als bei Personenzuglokomotiven wurde durch eine höhere Anzahl angetriebener Radsätze erreicht. In den 1980er-Jahren sind leistungsfähige Drehstrommotoren mit steuerbarer Motorcharakteristik entwickelt worden, die seitdem als Universallokomotiven zum Einsatz kommen, wo nötig in Doppeltraktion, wie beispielsweise auf der Geislinger Steige.
Besondere Anforderungen an Lokomotiven werden im grenzüberschreitenden Verkehr gestellt, um unter unterschiedlichen Bahnstrom- und Zugbeeinflussungssystemen fahren zu können. Hierfür sind seit den 1960er-Jahren zunächst mit klassischen Steuerungen vergleichsweise einfach realisierbare Zweisystemlokomotiven in größerer Stückzahl eingesetzt worden, die seit der Jahrtausendwende zunehmend durch Drei- und Viersystemlokomotiven mit Drehstromantrieb ersetzt wurden.
In Ausnahmefällen werden heutzutage noch besondere Güterzuglokomotiven gebaut, wie etwa die IORE-Doppellokomotive für die Beförderung 8600 t schwerer Erzzüge in Schweden.

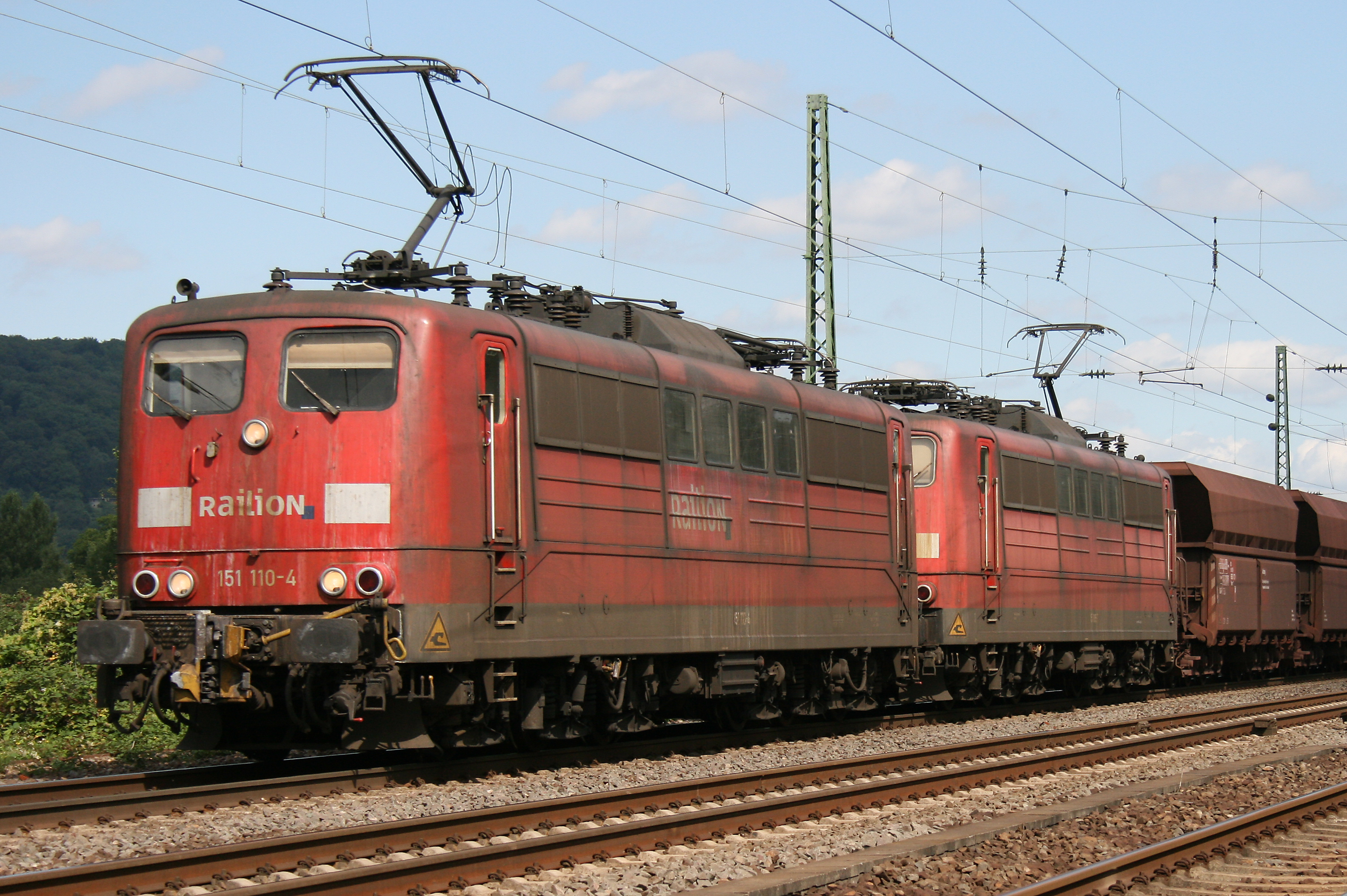
Erzzug mit Mittelpufferkupplung, Baureihe 151 in Doppeltraktion

Diesellokomotiven haben den Vorteil, dass sie unabhängig von einer Fahrleitung eingesetzt werden können und somit nicht elektrifizierte Anschlussbahnen oder Linienabschnitte ohne Lokwechsel befahren können. Auch der Wechsel der Fahrleitungsspannung, etwa an Ländergrenzen, stellt hier kein Hindernis dar. Diese Vorteile werden allerdings durch eine relativ geringere Leistung erkauft. Vergleicht man etwa die Diesel- und elektrischen Varianten der aktuellen Lokomotivfamilien etwa von Bombardier (TRAXX) oder Siemens (Vectron) so bewegen sich die Stundenleistungen der Dieselvarianten im Bereich von 2 bis 3 MW, während die Elektrovarianten im Bereich von 5 bis 6 MW leisten.
Eine Kombination aus diesen Vor- und Nachteilen bieten Zweikraftantriebe. So nutzt etwa der schweizerische Cargo-Pendelzug auf der Fernverkehrsstrecke die elektrische Lokomotive. Auf der nichtelektrifizierten Anschlussstrecke wird der Verbrennungsmotor des Steuerwagens verwendet. Mit der TRAXX F140 AC3 (Baureihe 187) stellte Bombardier 2011 eine Zweikraftmehrsystemlokomotive vor. Diese hat eine elektrische Stundenleistung von 5600 kW und einen Dieselhilfsmotor mit 180 kW.

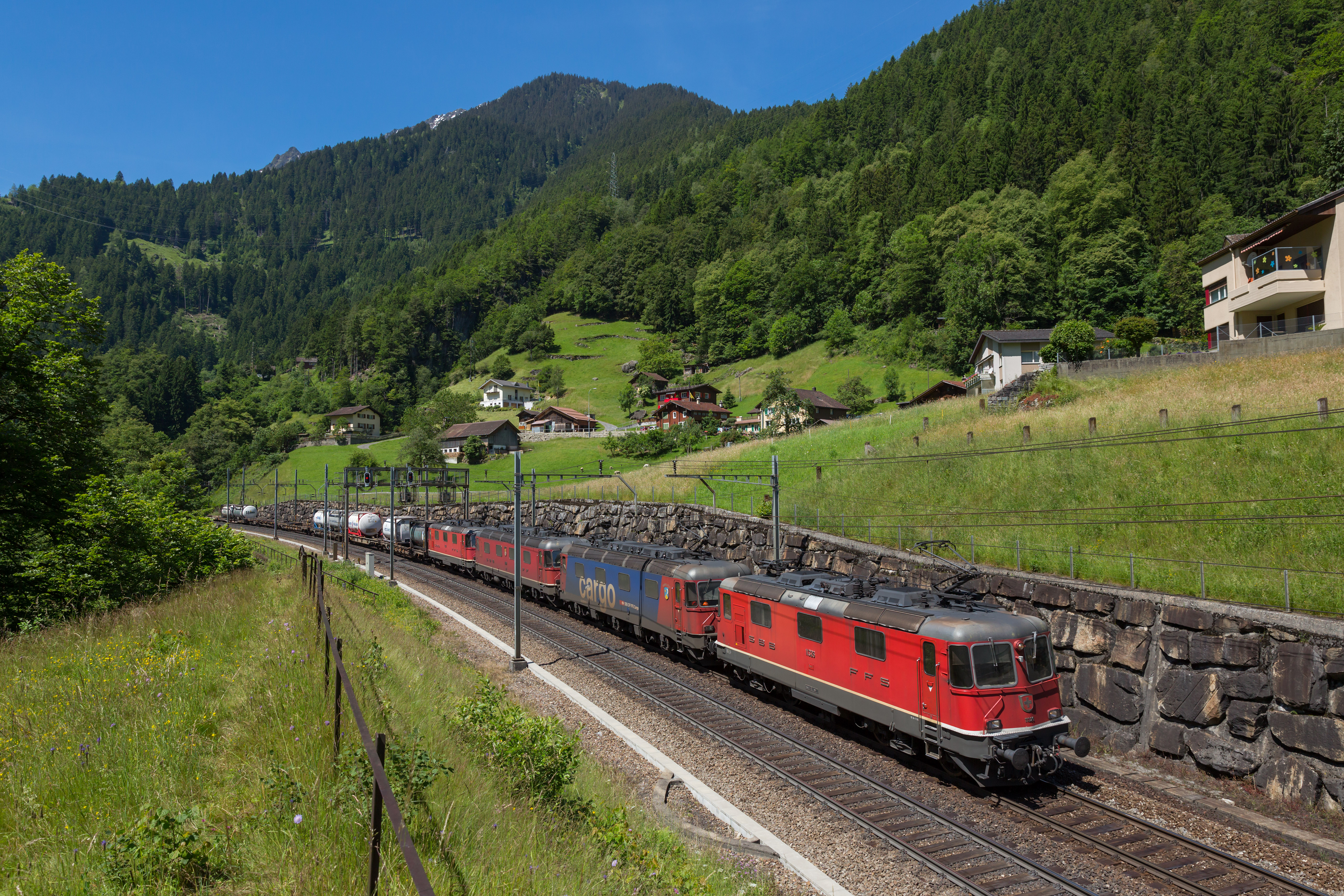
Mehrfachtraktion auf der Gotthardbahn

Im Güterzugverkehr werden bei hohen Transportmassen Mehrfachtraktionen in unterschiedlicher Form eingesetzt. Durch das Vorspannen weiterer Triebfahrzeuge oder führerstandsloser „Booster“ kann so die notwendige Leistung erzielt werden. Hierbei muss jedoch die maximale Zugfestigkeit der Kupplungen beachtet werden. Diese Zugkräfte können durch eine Schiebelokomotive gemildert werden. Hierbei treten jedoch umgekehrt Druckkräfte auf, die zu einem Aufklettern der Wagen führen können. Um die Zug- und Druckkräfte gleichmäßiger zu verteilen, werden Triebfahrzeuge in der Mitte des Zuges eingereiht. Somit kann die Länge und Masse der Güterzuge weiter erhöht werden. Diese Technik wird Distributed Power Unit genannt. Im Gegensatz zu Personenwagen besteht hier keine durchgehende Steuerleitung über die Wagen zu den einzelnen Lokomotiven, stattdessen werden sie per Funk ferngesteuert.
Schiebelokomotiven werden auch bei großen Steigungen eingesetzt. Da meist nur für einen kurzen Streckenabschnitt zusätzliche Leistung benötigt wird, bleiben diese Lokomotiven nur kurzzeitig am Zug und kehren, teilweise gesammelt als Lokzug, zu ihrem Ausgangspunkt zurück.
Bei sehr langen Güterzügen, die international mit über 1000 m Länge eingesetzt werden, kann es vorkommen, dass sich der Druck in den Bremsen nicht schnell genug aufbaut. Um die Bremsleistung sicherzustellen, werden über das Führerbremsventil hinaus weitere Möglichkeiten des Druckentweichens geschaffen. So gibt es in den USA ein technisches Zugschlusssignal FRED („Flashing rear-end device“), das am Ende des Zuges die Bremsleitung leert und von der Lokomotive aus über ein „Wilma“ genanntes Funkgerät gesteuert wird. Ist diese Einrichtung nicht vorhanden oder reicht dies nicht aus, kommt eine Mehrfachtraktion zum Einsatz, bei der die notwendige Bremsleistung durch die eingereihten Lokomotiven deutlich schneller erzielt wird.
Besonders in sehr abgelegenen Gegenden, wie etwa der australische Outback, Sibirien, Nordkanada oder der Norden Skandinaviens werden mit Doppeltraktion auch aus Sicherheitsgründen gefahren, um bei technischen Problemen an einer Lokomotive den Zug mit der zweiten Lokomotive weiterbefördern zu können und langwierige Stillstandszeiten durch Heranbringen von Hilfszügen über hunderte von Kilometern zu vermeiden.

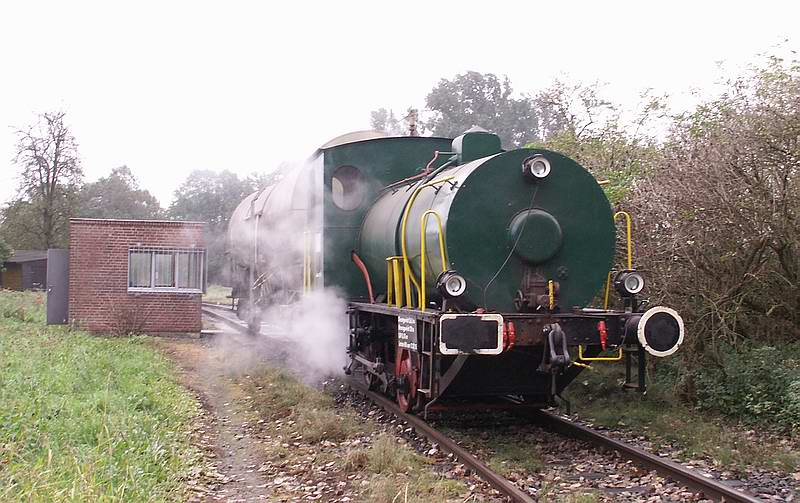
Hanomag-Dampfspeicherlok mit Güterwagen in Heinsberg-Oberbruch

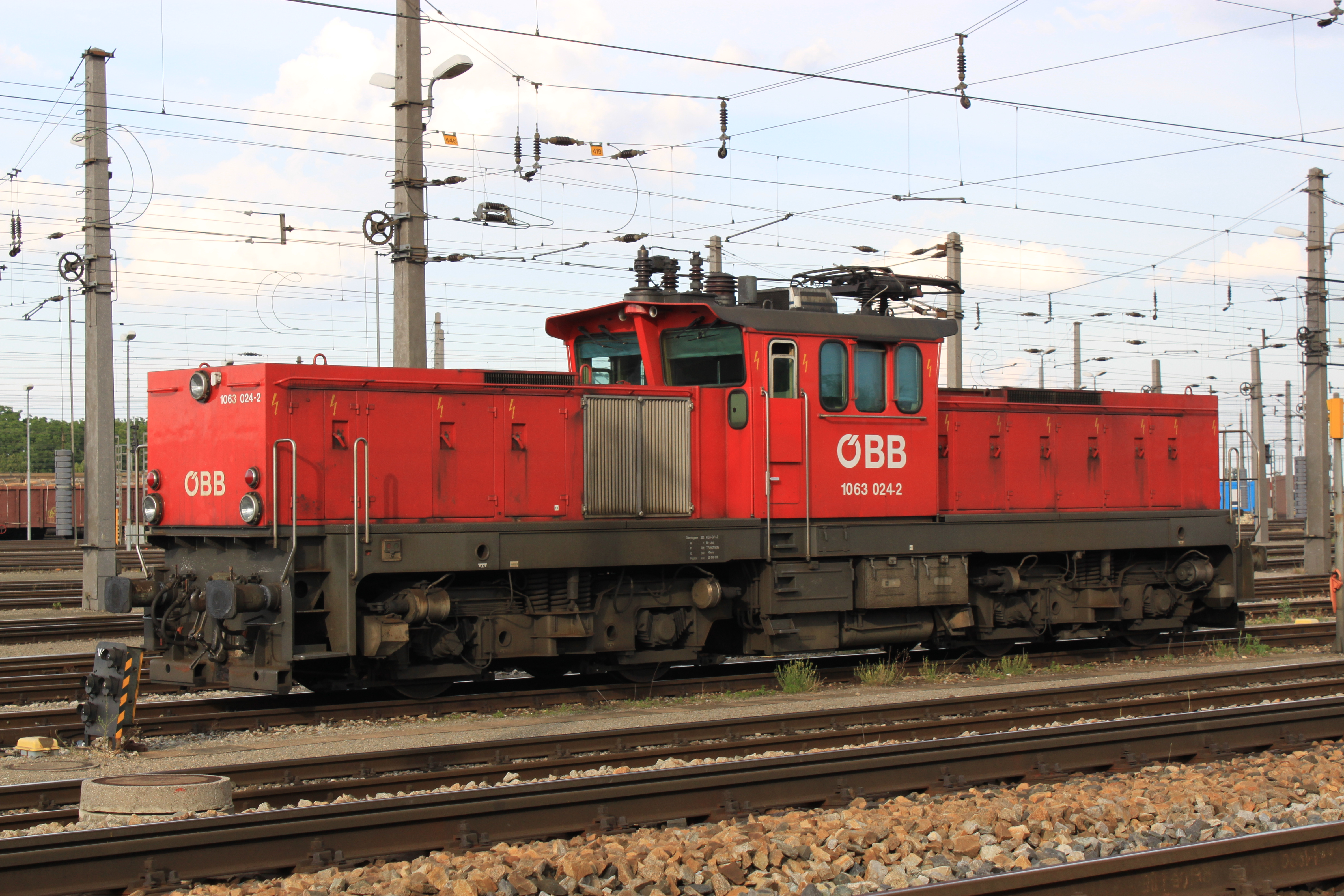
Elektrische Verschublok der Baureihe 1063 der ÖBB

Neben den Streckenlokomotiven werden im Güterverkehr kleinere Rangierlokomotiven benötigt, um die Züge, Wagengruppen und Wagen innerhalb eines Bahnhofes oder Anschlusses zu bewegen. Die Bandbreite dieser Triebfahrzeuge reicht von kleinen Rangiergeräten mit weniger als 100 kW Leistung über Zweiwegefahrzeuge und Kleinlokomotiven zu Lokomotiven mit bis zu 1000 kW Leistung. Diese Fahrzeuge sind meist mit Dieselmotoren ausgestattet, um fahrdrahtunabhängig operieren zu können. Allerdings gibt es auch Elektrorangierlokomotiven, Akku-gespeiste und Hybrid-Rangierlokomotiven. In Umgebungen mit Explosionsgefahr, wie in Chemiefabriken oder im Bergbau, werden Lokomotiven ohne Zündquellen, sogenannte Dampfspeicherlokomotiven, eingesetzt. Diese werden meist mit dem vor Ort erzeugten Wasserdampf geladen und arbeiten in diesen Werken deutlich sicherer als Diesel- oder Elektrolokomotiven.
Da im Güterzugbereich teilweise sehr kurzfristig Verkehre gewonnen und wieder verloren werden, können nur große Bahnunternehmen einen Lokomotivenpool vorhalten, um auf diese Schwankungen zu reagieren. Daher wird häufig auf die Anmietung von Traktionsmaterial bei Vermietungsgesellschaften wie Alpha Trains, Mitsui Rail Capital (MRCE) oder HSBC Rail zurückgegriffen.

#### Güterwagen
Der Güterzugverkehr zeichnet sich durch eine große Vielfalt der Wagenbauarten aus, die sich aus den unterschiedlichen Anforderungen der zu transportierenden Güter entwickelt haben. Am meisten verbreitet sind mit ca. 40 % Anteil am Güterwagenbestand in Deutschland Flachwagen, mit denen unter anderem Container transportiert werden. Die vielen Varianten und die längeren Standzeiten auf Grund der Produktionsprozesse führen zu einer hohen Anzahl an Güterzugwagen. 2003 wurden in Deutschland 164.138 Güterwagen bilanziert, denen lediglich 12.269 Reisezugwagen gegenüberstanden.[veraltet]
Der Internationale Eisenbahnverband (UIC) teilt Güterwagen nach konstruktiven Merkmalen in 13 UIC-Gattungen nach den Hauptmerkmalen Offene Güterwagen, Gedeckte Güterwagen, Kühlwagen, Flachwagen, Offene Flach-/Mehrzweckwagen, Wagen mit öffnungsfähigem Dach, Sonderwagen und Kesselwagen ein. Dieses UIC-Bauart-Bezeichnungssystem für Güterwagen wurde ab 1964 im UIC-Bereich und ab 1968 im RGW
und asiatischen Gebiet der Organisation für die Zusammenarbeit der Eisenbahnen (OSShD) verbindlich eingeführt. Diese Kennzeichnung umfasst neben den Gattungen die zulässige Höchstgeschwindigkeit, Ausstattungen und Lademasse, die als Buchstabenkodierung zusammen mit einer Halterkennung und Informationen über die Einsatzmöglichkeiten in der zwölfstelligen UIC-Wagennummer ausgedrückt werden. Zusammen mit dem Lastgrenzenraster müssen diese Informationen auf den beiden Längsseiten der Güterwagen angeschrieben werden.
Besonders im sogenannten Kombinierten Verkehr, also dem Schienengüterverkehr mit einem Vor- und Nachlauf, gibt es eine Vielzahl an Fahrzeugentwicklungen, die den Ladungswechsel beschleunigen sollen. In den letzten Jahren wurden Systeme entwickelt, um mit Wechselaufbauten die Einsatzzeiten und Flexibilität der Güterwagen zu erhöhen. Diese Technik ist im Lkw-Bereich bereits seit den 1950er-Jahren verbreitet und basiert auf Flachwagen aus dem Containerverkehr. Mit Hilfe der dort verwendeten Twistlocks werden verschiedene Aufbauten befestigt, so dass der Wagen unabhängig von der jeweiligen Ladung wird.
Bei Güterzügen über 4000 t Masse stößt die klassische Schraubenkupplung, wie sie in Mitteleuropa Standard ist, an ihre Grenzen. In Deutschland traf dies besonders die Langer Heinrich genannten Erzgüterzüge. Diese waren durch die verwendeten Schraubenkupplung auf diese 4000 t Masse begrenzt. Um hier größere Lasten zu transportieren, sind die stärkeren Mittelpufferkupplungen nötig, wie sie in Nordamerika und in den GUS-Staaten Standard sind. Ihr Einsatz ist in Westeuropa dagegen auf wenige schwere Güterzüge beschränkt, bei denen die in den 1960er-Jahren entwickelte UIC-Mittelpufferkupplung zum Einsatz kommt. Da die Gemischtkupplung für das Verbinden von Fahrzeugen mit UIC-Mittelpuffer- und Schraubenkupplung bis Ende der 1970er-Jahre nur im Rangierdienst zugelassen war, wurden nur wenige Lokomotiven in Deutschland damit ausgerüstet. Diese Beschränkung führte zur Entwicklung des Unilink-Kupplungskopfes und der C-AKv-Kupplung, die sowohl mit den UIC-Mittelpufferkupplungen Intermat und Unicupler als auch mit der osteuropäischen SA-3 kuppelbar sind, mit einer integrierten Kuppelkette auch mit Fahrzeugen mit Schraubenkupplung. Neben einer Vergrößerung der Zugmasse können Kurzkupplungen dazu beitragen, die nutzbare Länge des Zuges zu vergrößern. Als weitestgehende Problemlösung werden Jakobs-Drehgestelle eingesetzt, bei denen zwei Wagen über ein gemeinsames Drehgestell verbunden sind.
Eine Verringerung der notwendigen Traktionsleistung kann durch eine vergleichmäßigte Zusammenstellung der einzelnen Güterwagen erzielt werden, da der aerodynamische Widerstand deutlich verringert wird, wie am Beispiel eines halb beladenen Containerzuges leicht anschaulich wird: Werden alle Container direkt hinter der Lok eingereiht und die restlichen Wagen bleiben leer, so ist der aerodynamische Widerstand am geringsten. Werden Container und leere Wagen wechselweise beladen, so ergibt sich ein sehr hoher aerodynamischer Widerstand.
Für die Sicherheit im Zugbetrieb stellt die Instandhaltung der Güterwagen ein großes Problem dar. Die Güterwagen und ihr Zustand lassen sich auf Grund des häufigen, auch internationalen Austausches der Wagen und der vielen beteiligten Unternehmen kaum lückenlos überwachen. Daher werden die Wagen häufig erst bei Schäden zur Reparatur in ein Bahnbetriebswerk geholt. Sie bleiben mit Schäden deutlich länger im Zug als etwa bei Reisezügen. Bei Personenwagen ist die Überwachung dank eines geregelten Umlaufes und regelmäßiger Betriebspausen in einem Betriebswerk deutlich einfacher.
Eine häufig vorkommende Gefahr aus diesem Güterwagenbetrieb sind die sogenannten Heißläufer, bei denen sich ein beschädigtes Radsatzlager stark erwärmt, in der Folge heißläuft und schließlich ausfällt. Zur Erkennung dieser Gefahr wurden an Bahnstrecken Heißläuferortungsanlagen installiert, um die so erkannten Wagen aussetzen und reparieren zu können. Elektronische Überwachungslösungen sind an Güterwagen wegen der starken physikalischen Beanspruchung und aufgrund der fehlenden Stromversorgung meist nicht möglich. Daher werden einfache mechanischen Messgeräte eingesetzt, wie der Achskilometerzähler, der die Umdrehungen des Radsatzes erfasst und in Entfernung umrechnet. Damit kann die Laufleistung überwacht und eine vorsorgliche Untersuchung eingeplant werden.
Zur kostengünstigen Nutzung von Güterwagen bildeten sich schon Mitte des 19. Jahrhunderts Wagenleihanstalten, die verschiedene Bahngesellschaften aus ihrem großen Wagenpool versorgten. Dieses Geschäft liegt bei privaten Gesellschaften wie der VTG, der Ermewa oder Wascosa.

#### Gütertriebwagen

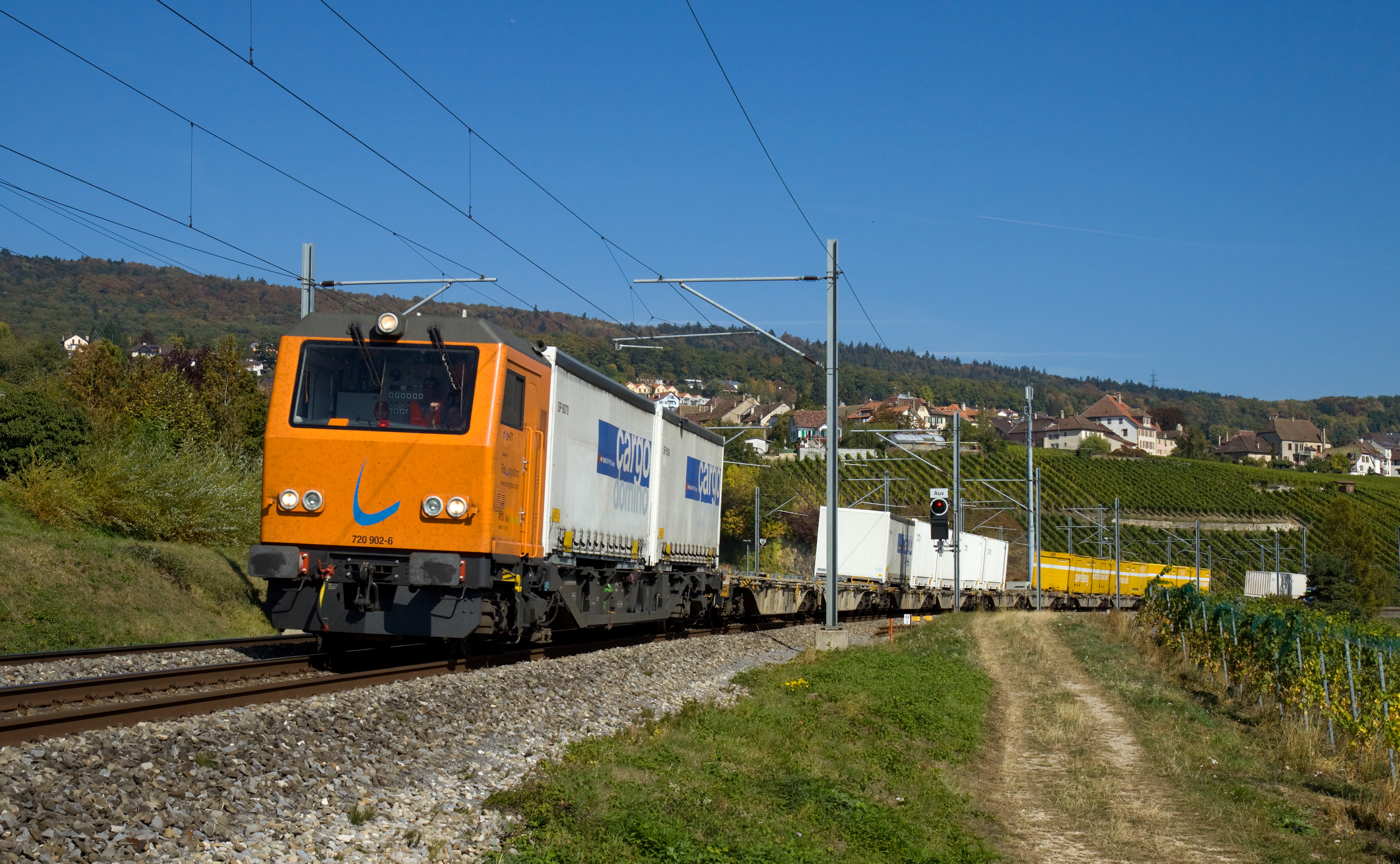
Cargo Sprinter beim Auvernier

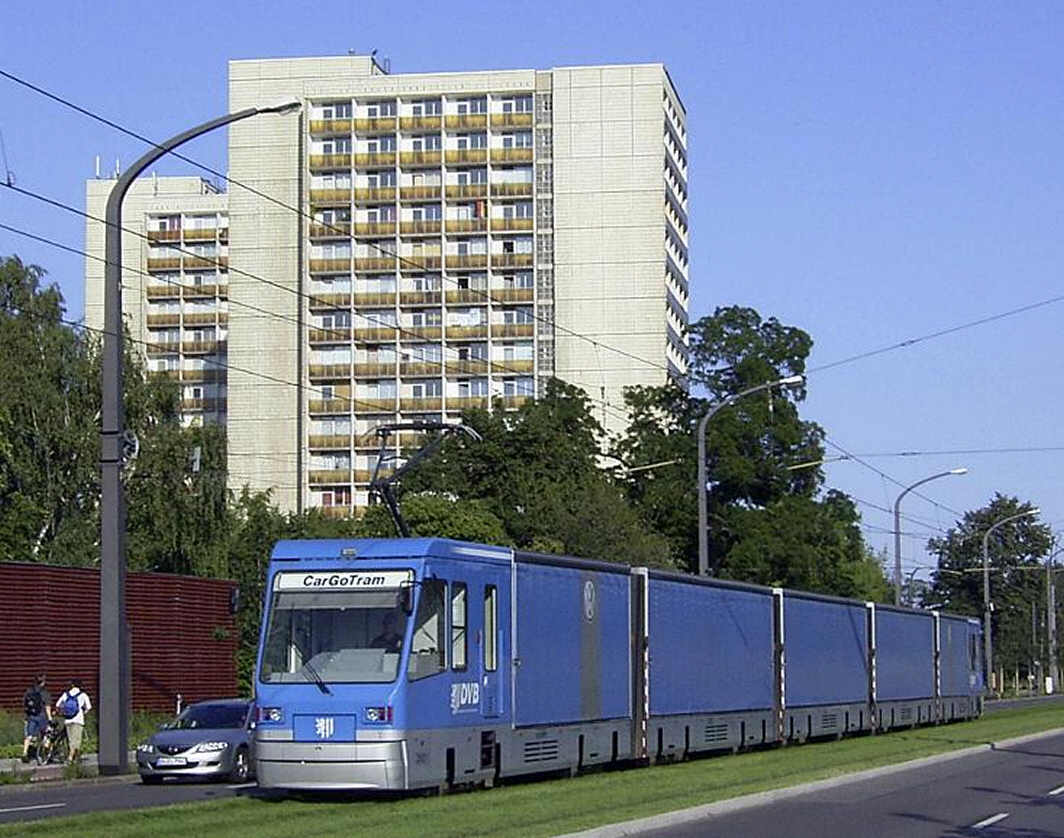
Die CargoTram Dresden

Neben klassischen Lok-Wagenzügen gibt es Sonderentwicklungen wie Gütertriebwagen. Häufigste Form sind hierbei Posttriebwagen wie der TGV postal oder die British Rail Class 325. Auch die Deutsche Bahn testete mit dem CargoSprinter zwischen 1996 und 2004 diesen Güterzugtyp für den Containerverkehr. Man entschied sich jedoch gegen eine weitere Verwendung und verkaufte die sieben Fahrzeuge. Zwei davon wurden nach einem Umbau als Cargo-Pendelzug eingesetzt. Der Hersteller Windhoff entwickelte dieses Fahrzeug zum Vielseitigkeitsfahrzeug MPV weiter.
Auch auf Straßenbahngleisen werden Gütertriebwagen eingesetzt. Aktuell werden solche Güterverkehre in Dresden und Zürich durchgeführt. Die CarGoTram Dresden verbindet das Güterverteilzentrum Friedrichsstadt mit der Gläsernen Manufaktur. Die Cargotram Zürich wird von der ERZ Zürich zum Transport von Sperrmüll eingesetzt. Neben diesen aktuellen Beispielen verkehrten in verschiedenen Städten Poststraßenbahnwagen, so etwa zwischen 1901 und 1951 in Frankfurt.
Das 2007 gegründete Unternehmen Euro Carex (Cargo Rail Express), an dem verschiedene Bahngesellschaften, Flughafenbetreiber und Kuriergesellschaften beteiligt sind, plant ab 2017 auf dem Europäischen Hochgeschwindigkeitsnetz Güterverkehr mit Schnelltriebwagen anzubieten. Hierzu wurde 2012 eine Testfahrt mit einem TGV Postale von Lyon nach London St. Pancras mit 120 t Ladung durchgeführt.

#### Automatisierung
Verschiedene Ansätze, automatisch fahrenden Güterverkehr auf Schienen zu realisieren, waren nur in abgeschlossenen Bereichen und damit nur in begrenztem Umfang erfolgreich.
So verband die automatische Post-U-Bahn München das Hauptpostamt in München bis 1988 mit dem Hauptbahnhof. In neuerer Zeit wird zum Containertransport ein ähnliches Konzept mit dem CargoCap versucht. Das an der Universität Paderborn entwickelte System RailCab soll am Containerterminal Hamburg (CTH) eingesetzt werden, um Container zu transportieren. Dieses ist mit einem Linearmotor ausgerüstet und soll über aktiv lenkende Räder verfügen, so dass lediglich passive Weichen verwendet werden müssen. Als drittes Konzept ist FlexCargoRail zu nennen, das aus einer Zusammenarbeit der RWTH Aachen, der TU Berlin und dem Deutschen Zentrum für Luft- und Raumfahrt (DLR) entstand. Die Rangiervorgänge sollen von Güterwagen automatisiert erledigt werden, die dazu mit eigenen Antriebsmotoren ausgestattet werden, so dass eine Lokomotive lediglich für die Verbindung zwischen Start und Ziel des Transports benötigt wird.
Neben automatisch verkehrenden Fahrzeugen gibt es in Teilbereichen Ansätze zur Automatisierung. So sind seit den 1980er-Jahren funkferngesteuerte Rangierlokomotiven verbreitet. Für die in Europa übliche Schraubenkupplung wird die sogenannte Rangierkupplung eingesetzt, die das manuelle Kuppeln zwischen Lokomotive und ersten Wagen ersetzt. Diese Kuppelart kann im Rangierbereich bis zu 80 % der Vorgänge ausmachen. Die in im RGW und Amerika üblichen halbautomatischen Kupplungen konnten sich in Westeuropa nur in Nischenbereichen durchsetzen. Ein Versuch mit vollautomatischen Kupplungen wird seit 2017 durch die SBB mit dem 5L-Demonstrator-Zug durchgeführt.
Auch im Entladebereich gibt es Automatisierungsansätze, so dass Selbstentladewagen per Funk vom Lokführer aus entladen werden können. Die nach einer Zugneubildung notwendigen Bremsproben können über eine halbautomatische Bremsprobenanlage auch ohne Lok durchgeführt werden.
Das Umstellen der verschiedenen beweglichen Fahrwegelemente nimmt im Güterrangierbetrieb ohne Stellwerk viel Zeit in Anspruch, wobei durch elektrisch vor Ort zu bedienende Weichen dieser Aufwand gemindert werden kann.

### Größe von Güterzügen

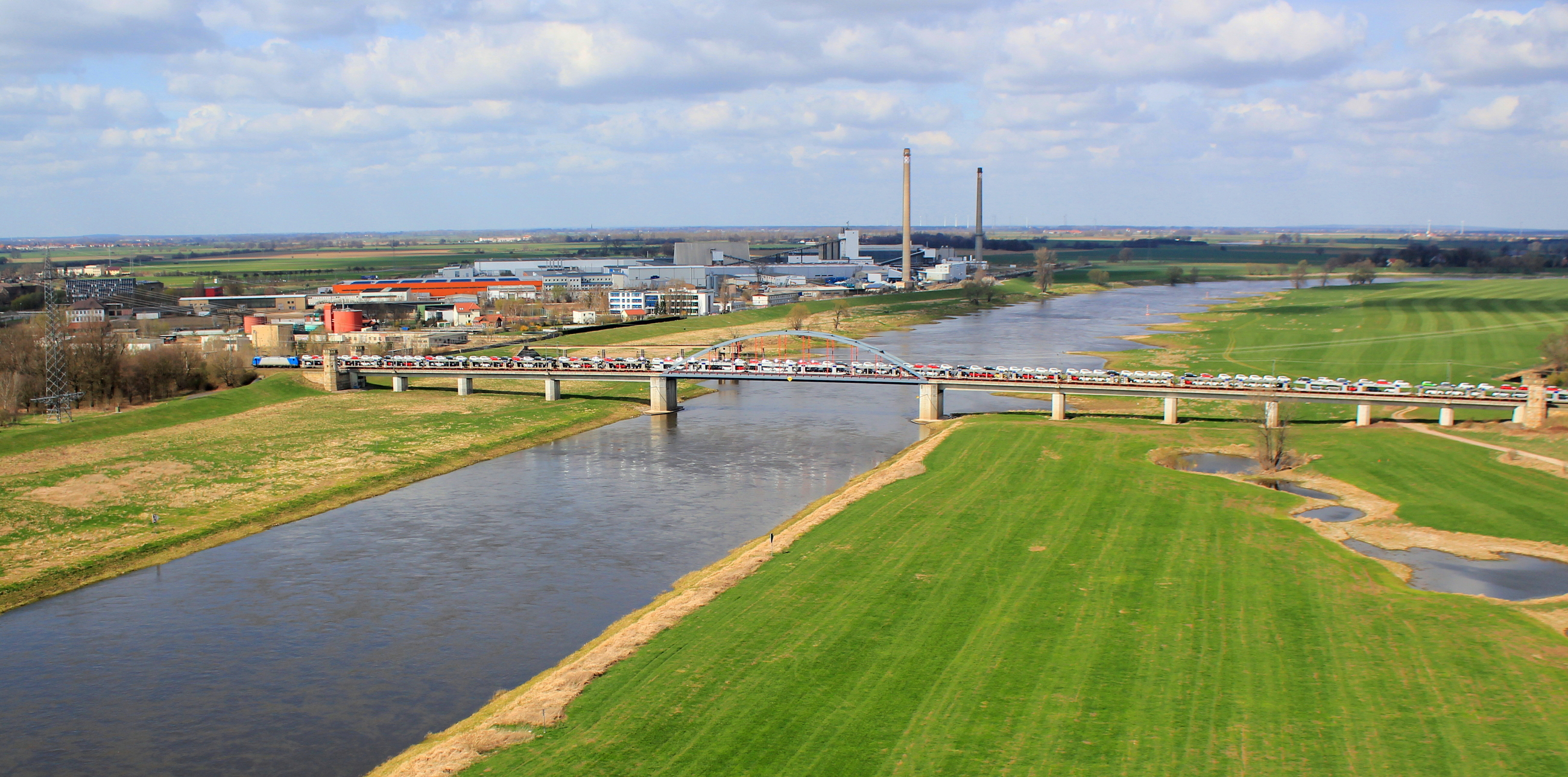
Güterzug (Autotransport) auf Elbebrücke Torgau

Güterwagenzüge auf dem Netz der Deutschen Bahn sind in der Regel auf 250 Achsen und 700 m begrenzt, durch Randbedingungen wie Achszähler und Länge der Ausweichgleise. Inklusive Lok ergibt sich damit eine Länge von 750 m und 256 Achsen. Es ist durch Infrastrukturausbau daher möglich, diese Begrenzung nach oben zu verschieben. So fahren seit 2012 auf dem Korridor Rangierbahnhof Maschen–Dänemark Züge mit der in Dänemark maximal zugelassenen Länge von 835 m; 2016 wurde die Transportrelation auf den Hamburger Hafen (Hohe Schaar) erweitert. Langfristig ist hier eine Verdoppelung der Zuglängen auf 1500 m geplant, so dass zwei heutige Züge durch einen Zug ersetzt werden könnten, wodurch die Effizienz steigt und Trassen eingespart werden. Das deutsche Bundesverkehrsministerium legte in seinem „Aktionsplan Güterverkehr und Logistik“ die Strecken (Dänemark –) Flensburg – Maschen, (Niederlande –) Emmerich – Duisburg und Karlsruhe – Basel (– Schweiz) als internationale Modellkorridore fest.
Auch in Frankreich verkehren in der Regel maximal 750 m lange und bis zu 1800 t schwere Güterzüge. Lediglich vereinzelt verkehren seit Ende 2011 Züge mit bis zu 850 m Länge und einer Masse von bis zu 2400 t.
Die Maximallänge von 750 m, wie sie in Mitteleuropa typisch für Güterzüge ist, entspricht der UIC-Standardlänge für einen einfachen Güterzug. Im Gebiet der GUS sind hier doppelt so lange und deutlich schwerere Züge das Standardmaß. Aber auch diese Züge bewegen sich im unteren Bereich des technisch Machbaren. So sind etwa in Australien, Nordamerika, Russland und China Züge von mehreren Kilometern Länge und Gewichten über 10.000 Tonnen häufiger anzutreffen. Der aktuelle Rekordzug erreichte 2001 eine Länge von fast 7,5 km und eine Gesamtmasse von fast 100.000 Tonnen.
Allerdings bedürfen solche Größenordnungen einer Anpassung vieler Randbedingungen. So muss etwa die Streckenklasse, die Bremsfähigkeit, die Leistungsfähigkeit des Triebfahrzeugs und der Kupplungen beachtet werden (Einzelheiten siehe die Abschnitte Infrastruktur und Fahrzeuge).

### Geschwindigkeiten und Verkehrszeiten

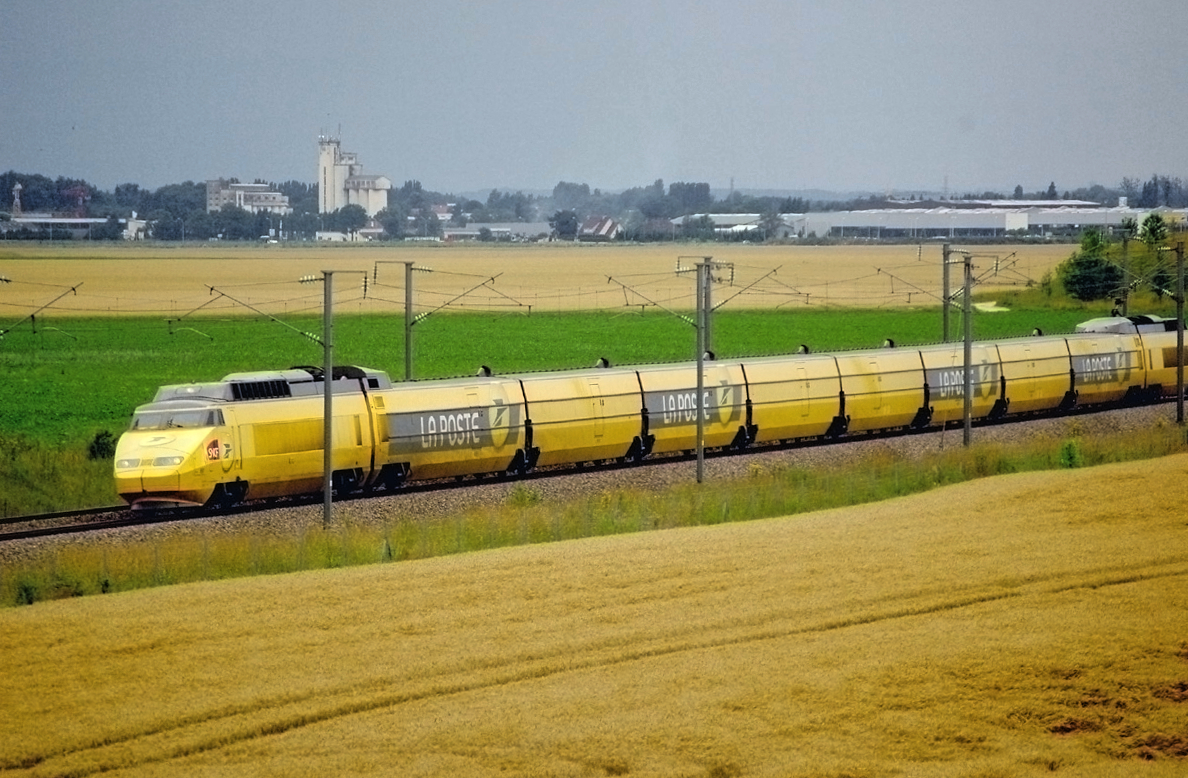
TGV postal

Güterzüge fahren in der Regel mit einer Höchstgeschwindigkeit zwischen 90 und 120 km/h. Dadurch harmoniert ihre Geschwindigkeit gut mit den Zügen des Personenregionalverkehrs, die aufgrund der zahlreichen Halte auf ähnliche Durchschnittsgeschwindigkeiten kommen. Auf Mischverkehrstrecken mit dem schnellen Regionalexpress- und Personenfernverkehr kann es jedoch zu Konflikten kommen. In der Regel werden diese durch eine Überholung des Güterzuges durch den schnelleren Zug gelöst. Nur in seltenen Fällen wird die Geschwindigkeit des schnelleren Zuges an die Geschwindigkeit des Güterzuges angepasst.
Da die Bremswege dieser schnellen Güterzüge länger als der übliche Vorsignalabstand ist, müssen diese mit anzeigegeführter Zugsicherungstechnik, wie Linienzugbeeinflussung (LZB) und ETCS Level 2 bzw. 3, ausgestattet sein. Bei diesen kann die Vorsignalisierung im Bremswegabstand gegeben werden und ein Halt vor dem Hauptsignal ist möglich. Auf Strecken mit herkömmlicher Signalisierung ist dagegen lediglich eine Höchstgeschwindigkeit bis 120 km/h zulässig.
Zur Beschleunigung einiger Güterzüge führte die Deutsche Bundesbahn 1984 den InterCargo ein. Dieser verband elf Wirtschaftszentren in Deutschland im Nachtsprung über eine Entfernung von 200 km miteinander. Dieses System wurde 1991 um die InterCargoExpress erweitert, die die beiden Schnellfahrstrecken Hannover–Würzburg und Mannheim–Stuttgart mit einer Höchstgeschwindigkeit von 160 km/h nutzten und im Nachtsprung Hamburg mit München und Bremen mit Stuttgart verbanden. Ähnlich schnell waren die Post InterCity, die in der ersten Hälfte der 1990er-Jahre bis 1997 die Frachtpostzentren der Deutschen Post verbanden. Sie wurden 1999 von Parcel InterCity abgelöst, die die Wagen des InterCargoExpresses nutzen. Die französischen Expressgüterzüge TGV postal erreichten 270 km/h (2015 eingestellt).
Die meisten Güterzüge werden nachts gefahren, da auf Grund des geringeren Personenverkehrs mehr freie Trassen verfügbar sind und teilweise mit betrieblichen Regelungen den Güterzügen Vorrang vor Personenzügen eingeräumt wird. So wird auf der Schnellfahrstrecke Hannover–Würzburg nachts Güterzügen Vorrang gewährt. Aufgrund des dortigen Tunnelbegegnungsverbotes mit Personenzügen bedeutet dies praktisch ausschließliche Nutzung durch Güterzüge in der Nacht. Personenzüge müssen in dieser Zeit über die langsamere Nord-Süd-Strecke fahren. Eine ähnliche Vorrangregel wird es auch auf der Schnellfahrstrecke Nürnberg–Erfurt geben. Im Zusammenspiel mit dem dortigen Zugbeeinflussungssystem ETCS Level 2 soll das Tunnelbegegnungsverbot hier jedoch signaltechnisch sicher überwacht werden können, so dass es in diesem Fall nicht einer so gründlichen betrieblichen Trennung zwischen den Zugarten bedarf. Lediglich gemischte Züge aus Personen- und Güterwagen, wie Autozüge, Rollende Landstraße und Militärzüge mit Begleitwagen sind auf dieser Strecke nicht erlaubt.

### Fahrpläne
Güterzüge werden, wie Personenzüge, nach einem Fahrplan gefahren, sofern sie keine Rangierfahrten bzw. Verschubfahrten (wie sie in Österreich genannt werden) sind.
Diese Fahrpläne werden in der Regel auf einen bestimmten Trassenwunsch hin vom Infrastrukturunternehmen erstellt. Dies geschieht in der Regel deutlich kurzfristiger als im Personenverkehr, dessen Fahrplan in der Regel für ein ganzes Jahr erstellt wird. Hierdurch kann auf Angebots- und Nachfrageschwankungen reagiert werden.
Nur in wenigen Fällen, wie etwa auf der Betuwe-Route, bieten Infrastrukturunternehmen Katalogtrassen an. Dies sind bereits vorkonstruierte Trassen, die mit bestimmten Musterzügen gerechnet wurden. Der Güterzugbetreiber kann diese freien Katalogtrassen buchen, sofern seine Züge mindestens die Fahrdynamik der Musterzüge erreichen und damit die Fahrzeiten einhalten können.
Um auch tagsüber Güterzüge im dichten Schweizer Taktfahrplan anbieten zu können, führte die SBB Cargo im Frühjahr 2012 testweise einen Linien-Shuttlezug zwischen Dietikon und Renens ein. Dieser verkehrt zweimal täglich nach einem starren Fahrplan und ist kurzfristig durch Güterkunden zu buchen.
Bei Bedarf werden zusätzliche Güterzüge als Sonderzüge, so genannte „Ad-hoc-Züge“, eingesetzt, für die ein Bedarfsfahrplan erstellt wird, der freie Fahrplantrassen nutzt. Da diese bei sehr kurzen Vorlauffristen aufgrund fehlender Kapazitäten teilweise nicht vorhanden sind, kann es hier zu deutlichen Umwegen kommen. Ebenso kann dies aufgrund der besonderen Zugcharakteristik, wie Lademaßüberschreitungen oder hohe Zugmassen, der Fall sein.

## Infrastruktur

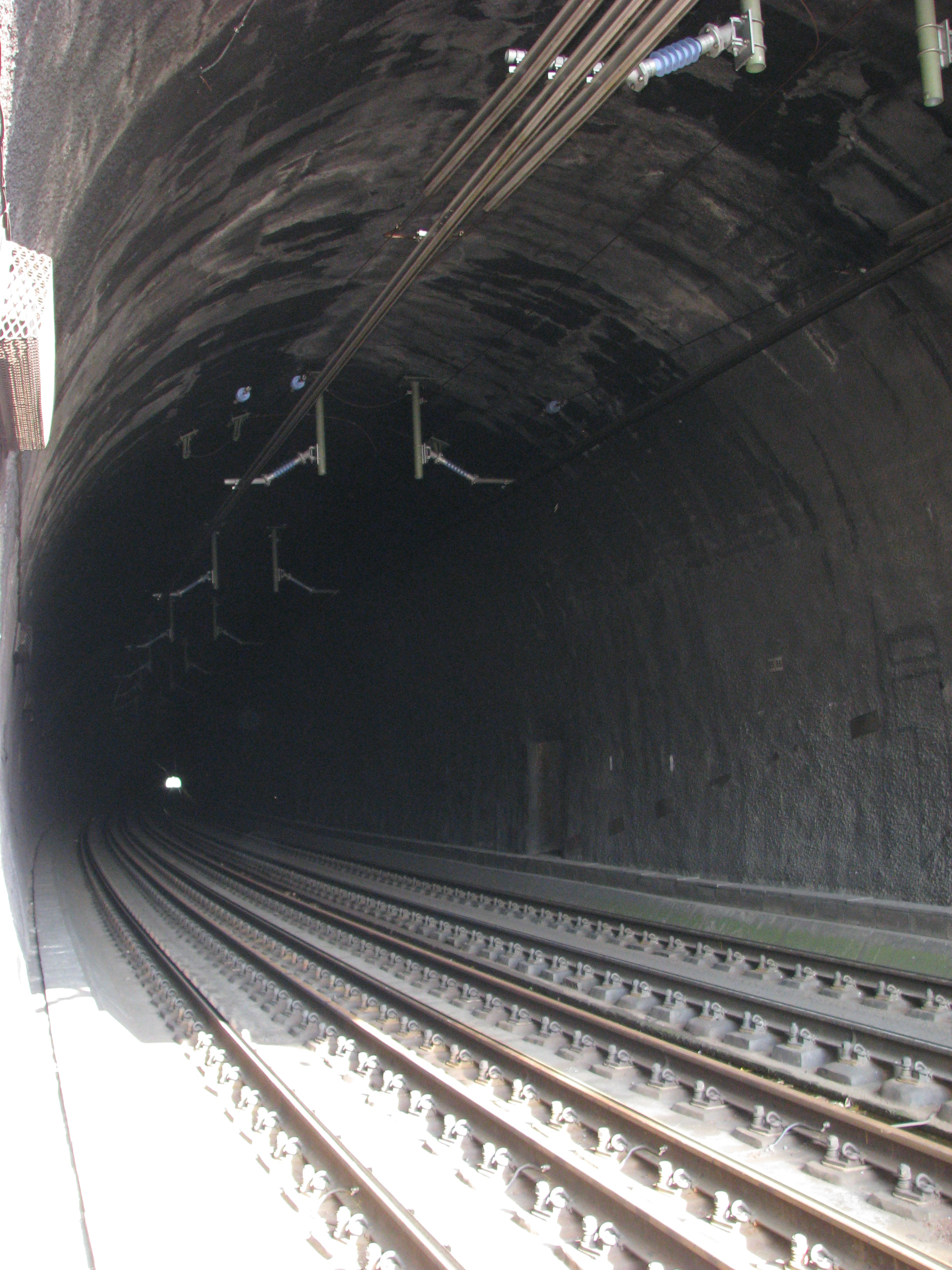
Gemmenicher Tunnel mit zwei Eisenbahngleisen und einem speziellen Mittelgleis für überbreite Großraumtransporte

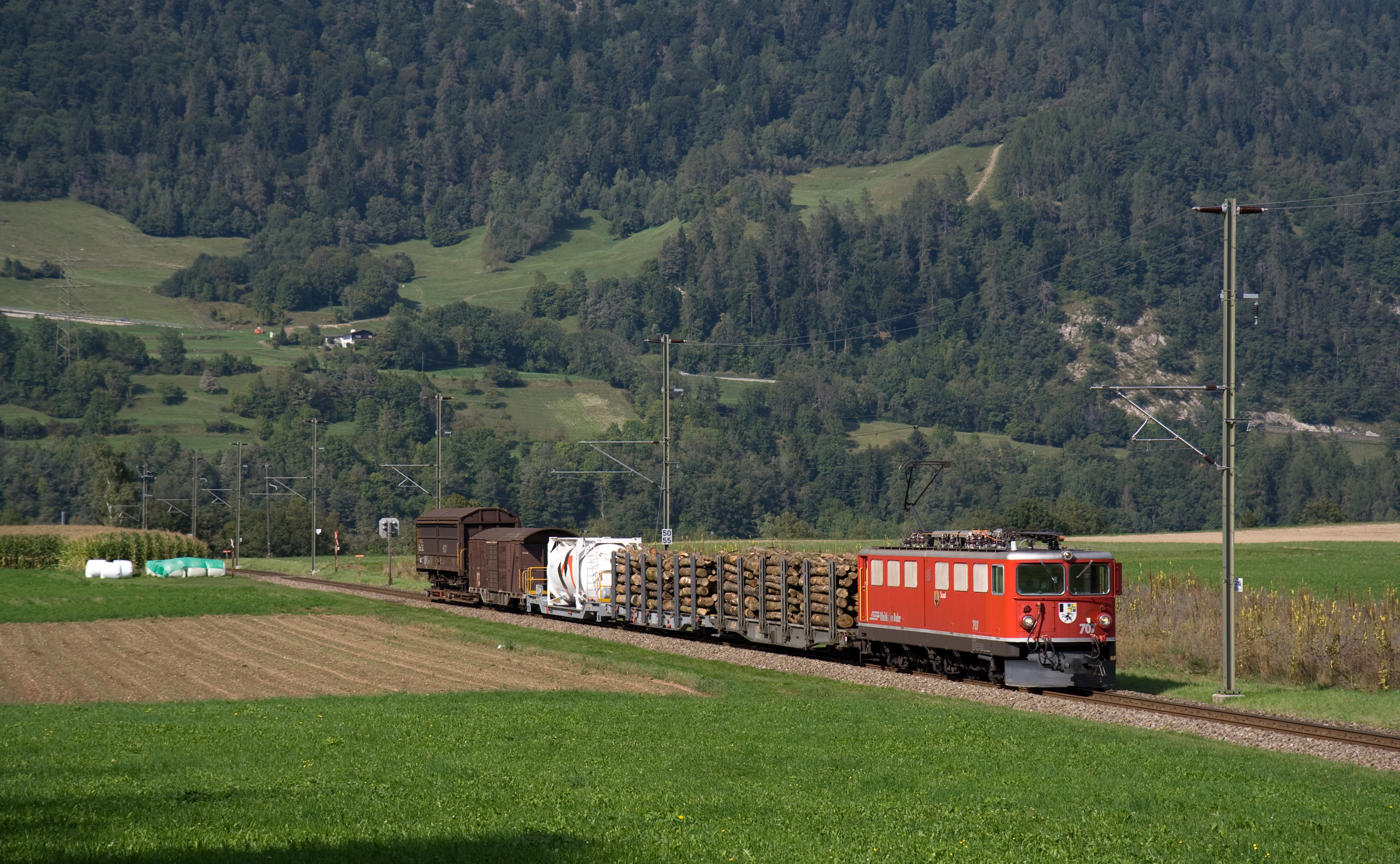
RhB-Güterzug mit einem Normalspur-Güterwagen der SBB

Der Schienengüterverkehr benötigt wie der Schienenpersonenverkehr eine spezielle Schienen- und Umfeld-Infrastruktur.

### Verladung
Für das Be- und Entladen der Güterwagen müssen spezielle Einrichtungen vorgehalten werden, wie etwa Laderampen, Güterbahnhöfe oder Containerterminals. Besonders im Containerverkehr wurde eine starke Automatisierung im Ladevorgang erreicht. Aber auch im Stückgutverkehr gibt es Ansätze zur Automatisierung. So werden etwa die Rohbauteile des Porsche Cayenne per Güterzug von Bratislava in das Porschewerk Leipzig geliefert, dort automatisch ausgeladen und der Produktion zugeführt.
Neben der Verladung im Vor- und Nachlauf gibt es seit einigen Jahren auch im Containerzugverkehr die Verladung während des Transportes. Hier werden in einem Hub-and-Spoke-System Container-Shuttlezüge von den Seehäfen ins Hinterland transportiert. Dort werden sie in einem Containerhub auf andere Züge oder Lkw zur Feinverteilung umgeladen. Der Shuttlezug wird mit Containern zu den Seehäfen beladen und kehrt dorthin zurück. Unter anderem betreiben solch ein System Tochterunternehmen der HHLA zwischen den Häfen Hamburg und Bremerhaven und dem polnischen Posen (Polzug) sowie dem tschechischen Prag bzw. Česká Třebová (Metrans). Als weiteres Beispiel dieses Systems sei das Nationales Intermodal Netz Austria (NINA) der Rail Cargo Austria genannt. Hier ist Wels Verschiebebahnhof der Hub für ein österreichweites Netz. Diese Umschlagtechnik wird auch oft an Systemgrenzen benutzt. So werden etwa Containerzüge zwischen dem europäischen Normalspurnetz und dem Breitspurnetz der GUS zur Zeitersparnis umgeladen und nicht umgespurt.

### Gleisanschluss
Güterkunden sind über Gleisanschlüsse mit dem öffentlichen Schienennetz verbunden. Diese wurden in den letzten Jahren durch den Straßengüterverkehr unattraktiver und aufgrund betriebswirtschaftlicher Überlegungen der DB Netz (MORA C) verteuert bzw. aufgegeben.

### Rangierbahnhof/Verschubbahnhof

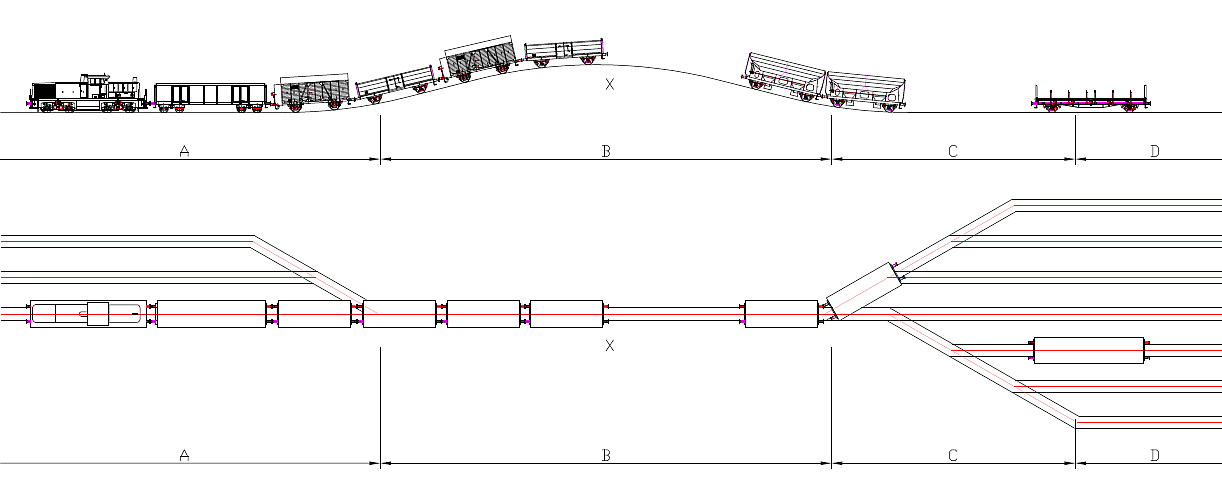
Schematische Darstellung eines Ablaufberges (A: Berggleise, B: Ablaufberg, X: Brechpunkt, C: Weichenzone, D: Talgleise)

Besonders im Einzelwagenverkehr werden Rangierbahnhöfe benötigt, auf denen die Züge entsprechend ihrer Zielorte neu gebildet werden. Die Züge werden entsprechend geteilt und meist über einen Ablaufberg geschoben, von wo die Wagen in einzelne Richtungsgleise rollen und zu neuen Züge zusammengestellt werden. Nach dem deutlichen Rückgangs des Einzelwagenverkehrs konzentriert sich die Zugbildung in Deutschland auf wenige große Rangierbahnhöfe, darunter ist Maschen Rangierbahnhof in der Nähe von Hamburg der größte Rangierbahnhof Europas. In manchen europäischen Ländern wird mittlerweile ganz auf den Einsatz von Rangierbahnhöfen verzichtet. Die erforderliche Zugzusammenstellung erfolgt dort in Knotenbahnhöfen. So gibt es in Irland, Großbritannien (seit 1984), Norwegen (seit 2003), Dänemark (seit 2002), Spanien (seit 2006) und Portugal keine Rangierbahnhöfe mehr. In Frankreich wurden 2015 die letzten beiden Rangierbahnhöfe durch ein Multi Lots Multi Clients genanntes System ersetzt.
Dieses basiert auf vier Güterbahnhöfen die als Hubs für den landesweiten Einzelwagenverkehr dienen. In Deutschland plant DB Netz sich auf die neun Rangierbahnhöfe Maschen (bei Hamburg), Seelze (bei Hannover), Seddin (bei Berlin), Halle (Saale), Hagen-Vorhalle (Ruhrgebiet), Gremberg (bei Köln), Mannheim, Nürnberg und München Nord zu konzentrieren. In Österreich gibt es neben kleineren Verschubbanhöfe noch drei große. Darunter zählen Hall in Tirol, Villach und der größte Verschubbahnhof Österreichs der Zentralverschiebebahnhof Wien-Kledering.

### Umschlagbahnhof

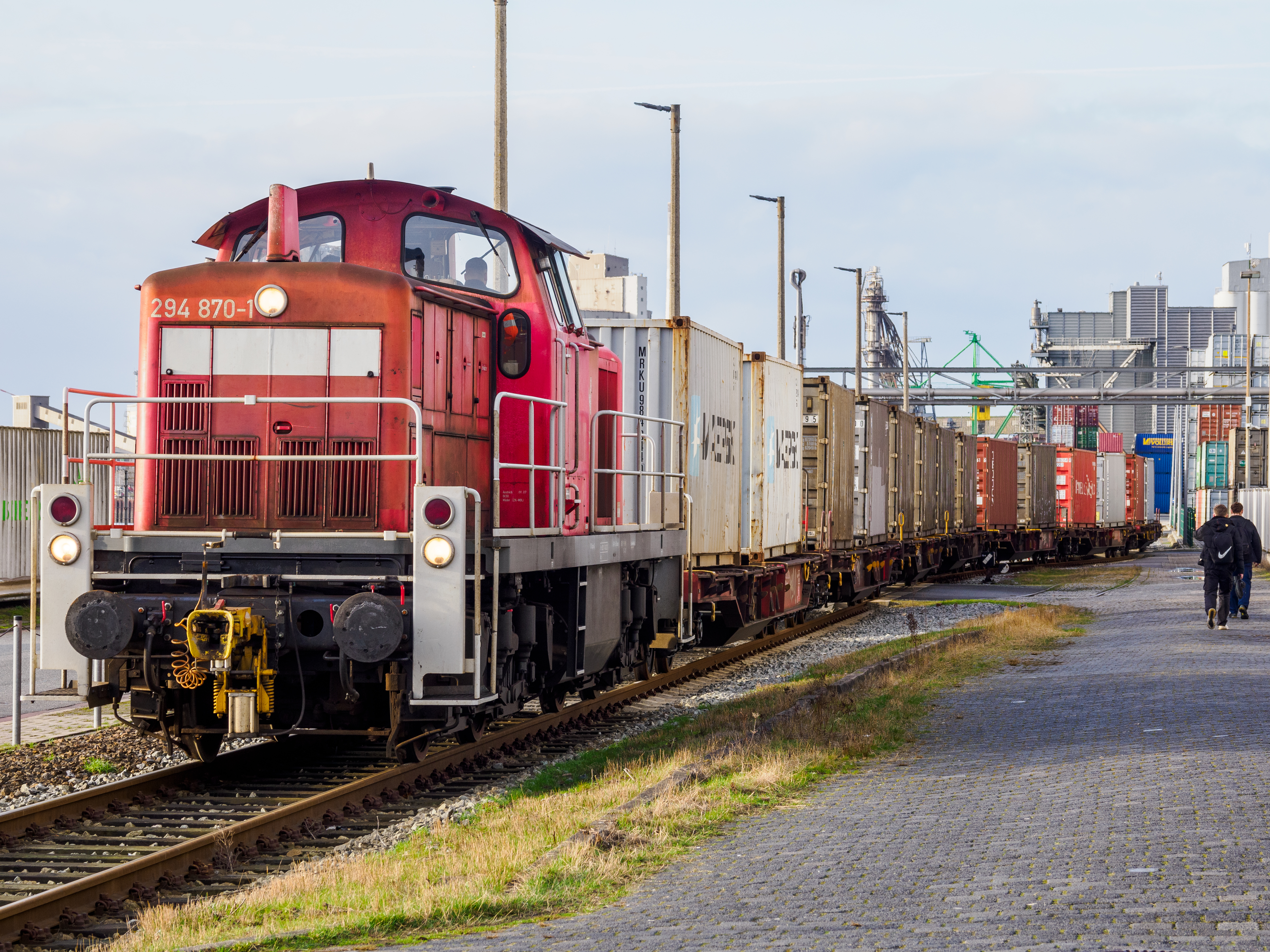
Zusammenstellung eines Container-zuges im Bremer Industriehafen

Für den Umschlag von Straße oder Schiff und Schiene existieren Umschlagbahnhöfe. Hier werden zumeist Container per Kran oder Flurförderfahrzeugen zwischen den Verkehrsträger verladen. Daneben werden hier auch Container zwischen verschiedenen Zügen umgeladen, so dass die Wagen nicht wie im Rangierbahnhof die Züge wechseln müssen.
In Deutschland existieren insgesamt 22 von der Deutschen Umschlaggesellschaft Straße-Schiene (DUSS), einer Tochter der Deutschen Bahn, betriebene Terminals. Darunter sind elf große Hubs, die mindestens vier Ganzzüge mit über 600 m Zuglänge gleichzeitig abfertigen können. Der größte dieser Bahnhöfe ist in Köln-Eifeltor mit einer Verladekapazität von 330.000 TEU (nach dem Umbau 380.000 TEU) pro Jahr. Der zweitgrößte Bahnhof ist in Hamburg-Billwerder mit einer Kapazität von 300.000 TEU. Dieser soll auf 400.000 TEU ausgebaut werden. Mit dem Megahub Hannover-Lehrte soll ein weiterer Umschlagbahnhof hinzu kommen.

### Streckenklasse

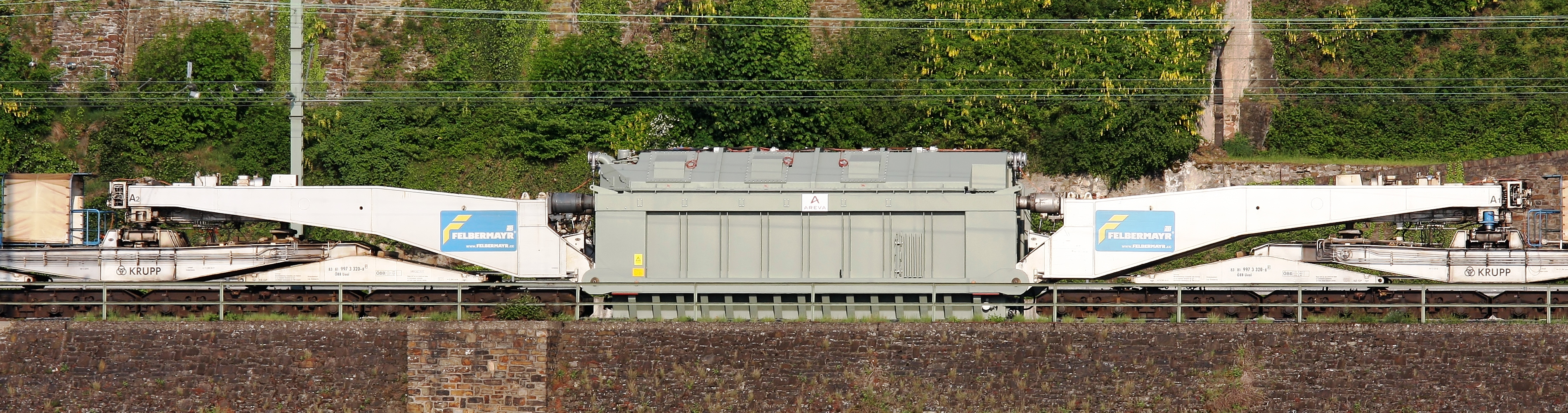
Tragschnabelwagen der ÖBB mit Transformator im Bahnhof Koblenz-Ehrenbreitstein

Das Eisenbahnnetz stellt für den Schienengüterverkehr ein begrenzendes Maß dar, vor allem durch die Länge der Ausweichgleise und die Technik der Achszähler, die die Zuglänge begrenzen. Darüber hinaus reglementiert die Streckenklasse die zulässige Achslast und die zulässige Meterlast der Züge. In Europa zählen die meisten Hauptstrecken zur Streckenklasse „D4“. Dies bedeutet, dass auf ihnen mit maximal 22,5 Tonnen Achslast und einer Meterlast von 8,0 Tonnen gefahren werden kann. Die höchste in Europa vorkommende Streckenklasse E erlaubt 25 Tonnen Achslast und eine Meterlast von 8,8 Tonnen, sie wird allerdings aktuell nur in Schweden angewandt. Um diese Grenzen einzuhalten, besitzen Güterwagen entsprechend viele Radsätze oder sind sehr lang ausgelegt. Als extremes Beispiel hierzu sind Tragschnabelwagen für den Transport von Transformatoren zu nennen mit bis zu 32 Radsätzen, einer Länge von über 60 Meter und einer Tragfähigkeit von bis zu 454 Tonnen.

### Fahrzeugbegrenzungslinie

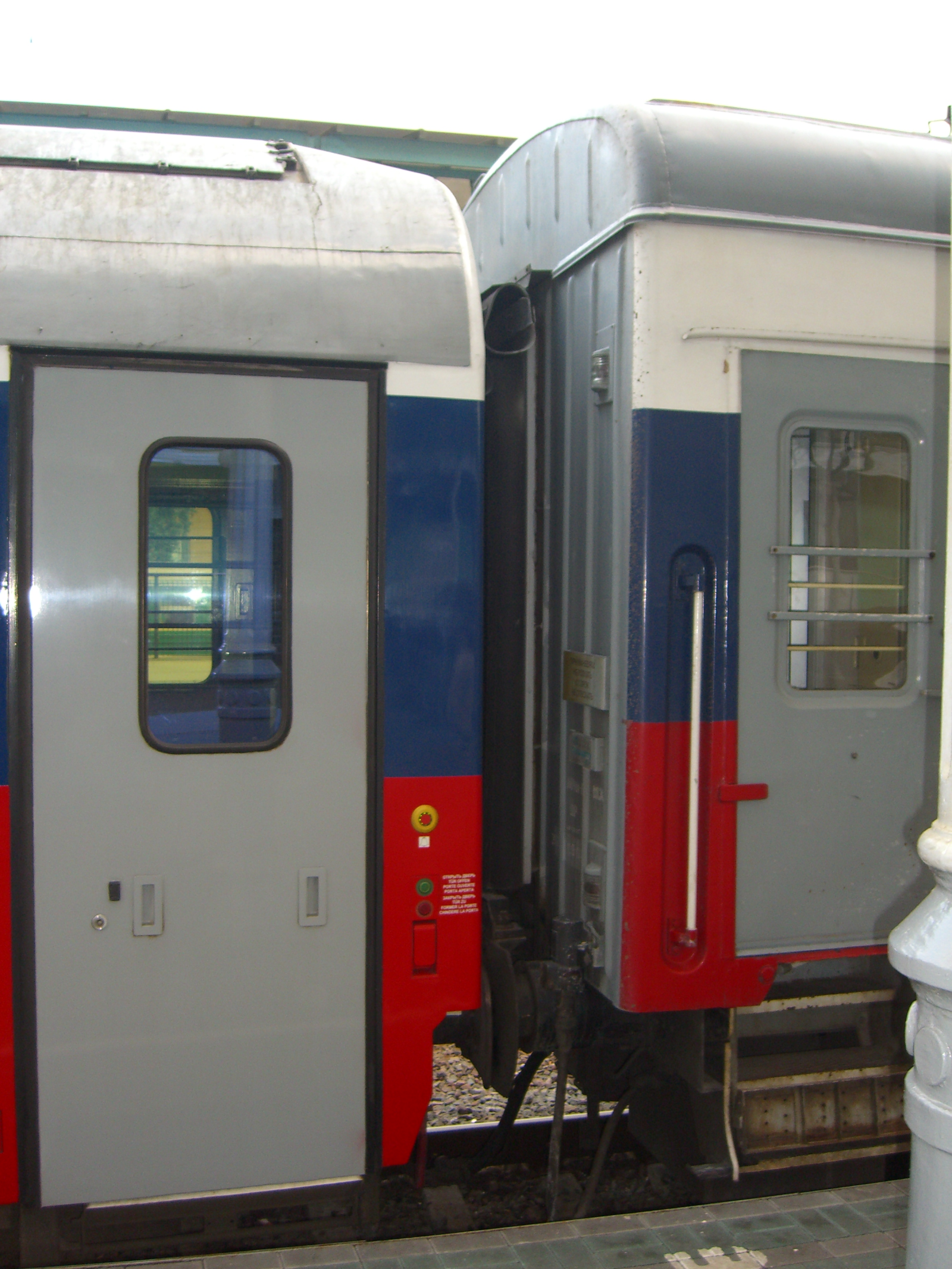
Kupplung eines RIC- und eines Weitstreckenwagens in Moskau Belorusskaja

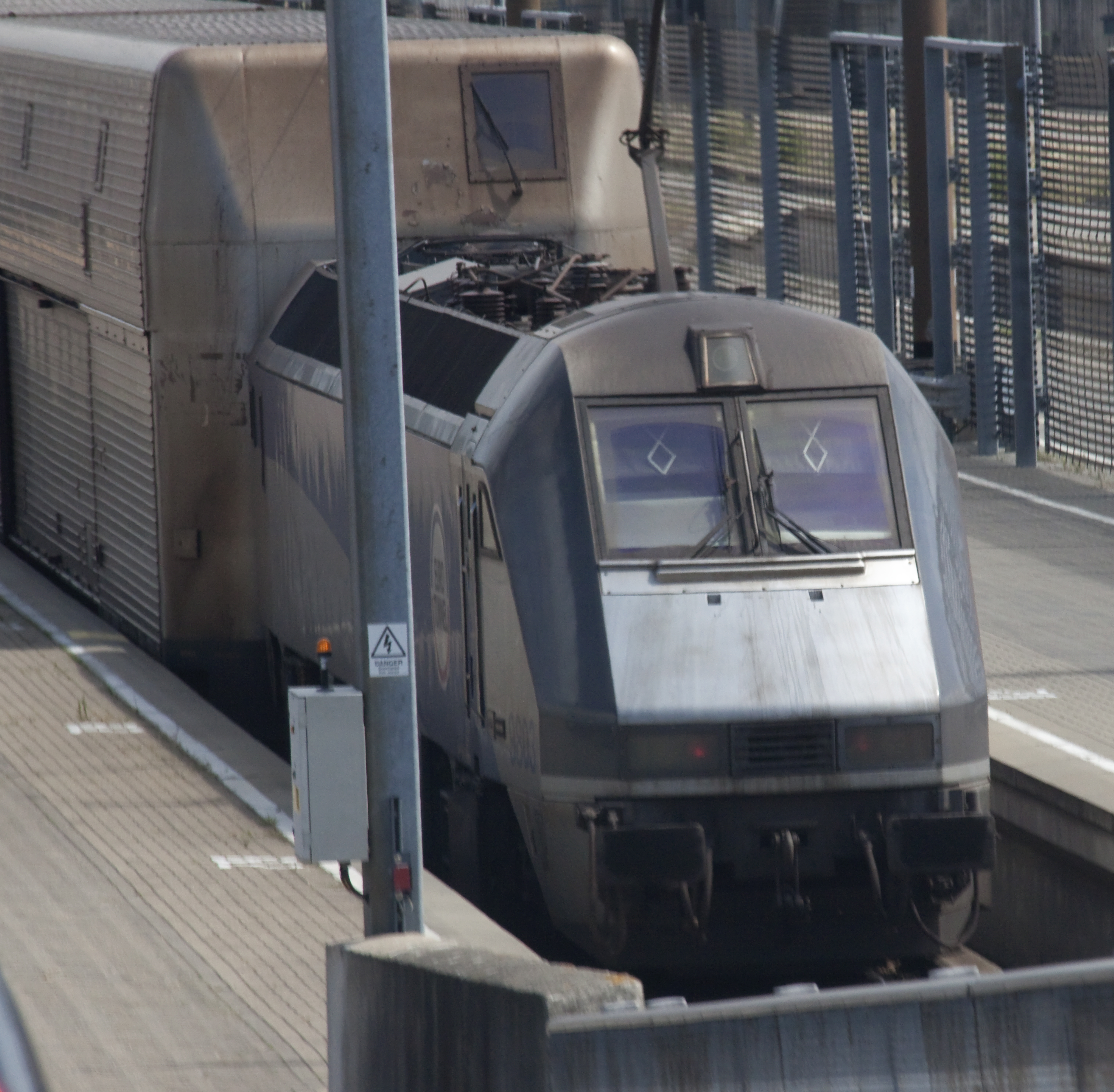
Eurotunnel-Shuttle. Deutlich zu erkennen der Unterschied zwischen der Lokomotive nach französischem und dem Wagen nach Eurotunnel-Lichtraumprofil

Eine weitere einschränkende Größe ist die Fahrzeugbegrenzungslinie, die den von den Fahrzeugen nutzbaren Raum eingrenzt. So verhinderten in der Schweiz das zu kleine Lichtraumprofil der Tunnel den Kombinierten Verkehr auf einzelnen alpenquerenden Strecken. Ladung, die über die Fahrzeugbegrenzungslinie hinausragt, führt zur Lademaßüberschreitung und damit zu betrieblichen Einschränkungen der benachbarten Gleise. An zweigleisigen Tunneln wurden vereinzelt Gleisverschlingungen eingerichtet, so dass Güterzüge mit Lademaßüberschreitung in der Mitte des Tunnels fahren können, um das Lichtraumprofil optimal auszunutzen.
Die einzelnen Fahrzeugbegrenzungslinien können sich in Europa deutlich unterscheiden. Im Russischen Breitspurnetz beträgt die maximal zulässige Breite 3,25 m und die maximal zulässige Höhe 6,15 m. Das enge englische Lichtraumprofil W10 erlaubt dagegen lediglich eine Breite von 2,5 m und eine Höhe von 2,9 ;m. Als Besonderheiten seien hier auch der Eurotunnel und die Betuwe-Route genannt. Für die Eurotunnel-Shuttle besitzt der Tunnel ein Profil mit einer Höhe von 5,6 m und einer Breite von 4,1 m. Die Güterzugneubaustrecke in den Niederlanden wurde für gleiche Breite und einer Höhe für 6,15 m ausgelegt. Somit wäre es dort möglich, Doppelstock-Containerwagen zu benutzen.

### Streckenneigung
Die Neigung von Eisenbahnstrecken begrenzt in hohem Maß die Masse der Züge. Beispielsweise begrenzt die Gotthardbahn mit maximal 28 ‰ Neigung die maximale Zugmasse auf 2000 Tonnen. Durch den neuen Gotthard-Basistunnel als Teil des Projekts NEAT mit maximal 6,8 ‰ Neigung werden Zugmassen bis 4000 Tonnen möglich.

### Zugsicherung
Die sichherungstechnische Ausrüstung einer Strecke ist für die Kapazität an möglichen Fahrplantrassen für Güterzüge von großer Wichtigkeit. Strecken mit Stichstreckenblock können nur von einem Zug genutzt werden, so dass hier – meist Nebenstrecken – der Güterverkehr nur nachts oder in Taktpausen des Schienenpersonennahverkehrs stattfinden kann. Auf Strecken mit klassischem Streckenblock entscheidet die Länge der Blockabschnitte über die Kapazität. Je kürzer die einzelnen Blockabschnitte werden, desto mehr Trassen sind verfügbar. Die Verdichtung kann bei Nutzung linienförmig übertragender Zugbeeinflussungseinrichtungen wie LZB oder ETCS auch nur mit diesen erfolgen, wodurch der Aufwand an der Strecke etwas sinkt. Dafür ist jedoch die Ausrüstung möglichst aller auf dieser Strecke verkehrenden Triebfahrzeuge mit entsprechenden Fahrzeugeinrichtungen erforderlich. Eine Verkürzung der Blockabschnitte weit unter den erforderlichen Bremsweg ist jedoch nicht sinnvoll, da dem steigenden Aufwand kein entsprechender Nutzen entgegensteht. Der real erforderliche Bremsweg muss zusätzlich zur Fahrstraßenbilde- und Auflösungszeit zwischen zwei Fahrten immer freibleiben. Hochleistungsfähige Streckenblocksysteme werden jedoch in der Regel nur auf Hochgeschwindigkeits- und hochbelasteten S-Bahn-Strecken eingesetzt, sie sind daher für den Schienengüterverkehr von untergeordneter Bedeutung.
Im internationalen Verkehr ergeben sich Komplikationen aus der Vielzahl unterschiedlicher Zugbeeinflussungssysteme. Für länderübergreifende Güterzüge muss entweder ein Triebfahrzeug mit Fahrzeugeinrichtungen aller vorkommenden Zugbeeinflussungssystemen ausgestattet werden oder an den Grenzen sind Lokwechsel vorzunehmen. Abhilfe soll das ERTMS genannte Konzept einer einheitlichen europäischen Eisenbahnbetriebsführung schaffen, dessen wichtigster Baustein das seit Anfang der 1990er-Jahre in Entwicklung befindliche European Train Control System (ETCS) ist. Dessen erste Versionen sind seit 2006 im Einsatz. Bis 2012 sollte mit der Version 3.0.0 eine längerfristig stabile Ausführung erreicht werden.

### Elektrifizierung
Elektrifizierte Bahnstrecken bieten für den Güterverkehr Vorteile, da elektrische Lokomotiven mit deutlich höherer Leistungen als Diesellokomotiven eingesetzt werden können. Nichtelektrifizierte Teilstrecken und Gleisanschlüsse verursachen das Umspannen auf Dieseltraktion. Als Lösung wurden elektrische Lokomotiven mit Dieselhilfsmotor für die letzte Meilen geschaffen, wie die Bombardier-TRAXX-Baureihe 187.

### Spurweite
Die Beibehaltung der Spurweite hat für den durchgehenden Güterverkehr eine besondere Bedeutung, da jeder Wechsel dieses Maßes einen großen betrieblichen Aufwand hervorruft. Innerhalb Westeuropas tritt dieser Wechsel meist zu Schmalspurbahnen auf. Im internationalen Verkehr ist der Wechsel von mitteleuropäischer Normalspur zur Breitspur auf der iberischen Halbinsel und in den osteuropäischen Ländern bedeutend.
Verschiedene Techniken wurden entwickelt, um diese Spurweitengrenzen zu überwinden, entweder durch Umladen der Ladung in Wagen der anderen Spurweite, durch Tausch von Drehgestellen oder Radsätzen oder durch Aufrollen von kompletten Eisenbahnwagen über eine Rollbockanlage auf Flachwagen der anderen Spurweite. Die schnellste, allerdings technisch auch aufwändigste Methode ist das Umspuren mit Spurwechselradsätzen. Im Güterverkehr wird diese Methode wegen der hohen Kosten und des Aufwands nur selten angewandt.
Infrastrukturseitig kann durch Mehrschienengleise das verkehren von Zügen mit unterschiedlichen Spurweiten auf einer Trasse ermöglicht werden. So verkehren regelspurige Güterzüge zur Ems-Chemie zwischen Chur und Ems Werk auf dem Dreischienengleis der Strecke Chur–Domat (Ems) der meterspurigen Rhätischen Bahn.
Der Güterverkehr auf Schmalspurbahnen ging in Deutschland wegen der beschränkten Transportgrößen in den letzten Jahren deutlich zurück. Heute wird lediglich noch auf den drei Schmalspurbahnen der Wangerooger Inselbahn, der Harzer Schmalspurbahnen und der Brohltalbahn Güterverkehr betrieben.
Die Bedeutung der Spurweitenunterschiede zwischen der iberischen Insel und Westeuropa verringerten sich mit dem Bau eines normalspurigen Hochgeschwindigkeitsnetzes in Spanien. Dieses neue Netz wurde durch die Strecke Perpignan – Figueres und der anschließenden Strecke nach Barcelona mit dem europäischen Normalspurnetz verbunden. Seit Ende 2010 verbindet der sogenannten Barcelyon-Containerexpress der SNCF-Tochter Naviland Cargo den Hafen Barcelona mit dem französischen Güterzughub Lyon-Vénissieux. Zuvor musste der im Februar 2009 eingeführte Containerzug in Port Bou umgeladen werden.
Elf Monate später führte auch die Deutsche Bahn eine Verbindung nach Barcelona ein, die von Völklingen ausgeht.
Bei der internationalen Containerzugverbindung China – Westeuropa werden die Container auf den Spurwechselbahnhöfen von China zur russischen Breitspur und von russischer Breitspur auf europäische Regelspur umgekrant.
Eine besondere Verlademethode wird für Automobiltransporte im polnischen Malaszewicze angewandt. Hierzu werden auf einem Mischspurgleis Regel- und Breitspurwagen aneinandergefahren und die Fahrzeuge werden von einem Wagenzug in den anderen gefahren.

## Güter
Für den Transport im Schienengüterverkehr kommen prinzipiell alle Güter in Frage, die eine streckenabhängige Begrenzung an Länge, Breite und Masse einhalten. Sollte das Transportgut zu lang sein, kann es Probleme mit Kurvenfahrten geben, sollte es zu breit sein, ragt es aus dem Lichtraum heraus und sollte es zu schwer sein, kann der Oberbau der Strecke dies nicht aushalten.
Innerhalb dieser Begrenzungen sind besonders die Güter für den Schienenverkehr geeignet, die über lange Entfernungen oder in großen Massen transportiert werden müssen, wie Metalle, Kohle, Steine und Erden sowie Produkte des Maschinenbaus. Güter sind zum Schienentransport besonders geeignet, deren Verladung schnell und automatisierbar ist, wie Schüttgüter, Containergüter, kranbare Wechselaufbauten und Flüssiggüter. Die hohe Sicherheit des Schienenverkehrs gegenüber dem Straßenverkehr bietet Vorteile für Gefahrgüter, speziell für Massengut der chemischen Industrie.
Die jeweiligen Güter stellen unterschiedlichste Anforderungen an den Transport, von kühl zu lagernden Waren, über heiß zu haltendes Roheisen bis hin zu abzukühlenden Stahlbrammen bei temperaturkritischen Gütern. Diese Anforderungen werden durch spezielle Güterwagen, passende Umladevorgänge und angepasste Fahrpläne erfüllt.
Bei Rangiervorgängen können hohe Längskräfte auftreten. Aus diesem Grund muss die Verpackung empfindlichen Güter diesem Umstand angepasst werden.
Vereinheitlichungen werden vom Internationalen Eisenbahnverband vorgenommen. Eine international einheitliche Definition über die Spezifikationen der Güter wird mit dem harmonisierten Güterverzeichnis (NHM) erreicht, die jedem Transportgut eine international einheitliche NHM-Nummer zuweist.

## Einbindung in Logistikketten
Der Schienengüterverkehr wird zunehmend in logistische Gesamtkonzepte eingebunden, womit die Anforderungen an das Eisenbahnverkehrsunternehmen steigen. Die Güterverkehrsleistung wird auf den Produktionsablauf abgestimmt und zugeschnitten, um kostenträchtige Lagerhaltung abzubauen. Die Übertragung dieser Kapazitäten auf den Transport erfordert bei der Just-in-time-Produktion hohe Pünktlichkeit, hohe Zuverlässigkeit und ein Informationsmanagement, das u. a. die Sendungsverfolgung ermöglicht. Mit dem Supply-Chain-Management wird die Beschleunigung, zeitliche Flexibilisierung und Anpassung an die Anforderungen der Produktion unterstützt. Die Anforderungen an die Frachtführer steigen, da sie die Material- und Transportflüsse koordinieren und optimieren sowie die Infrastruktur entsprechend anpassen müssen. Hierbei kommen vermehrt rechnergestützte Optimierungsalgorithmen, Dispositionssoftware und Telekommunikationsgeräte zum Einsatz, womit die Abstimmung der am Transport Beteiligten erleichtert wird. Von den Speditionen wird erwartet, dass sie die Zollformalitäten bearbeiten und die verschiedenen Verkehrsträger und Frachtführer miteinander koordinieren.
Zukünftige Entwicklungen in diesem Bereich sind im Kombinierten Verkehr mit Wechselbehältern, in der Automatisierungstechnik und in Telematiklösungen beim Fahrzeugeinsatz zu erwarten.

### Kombinierter Verkehr

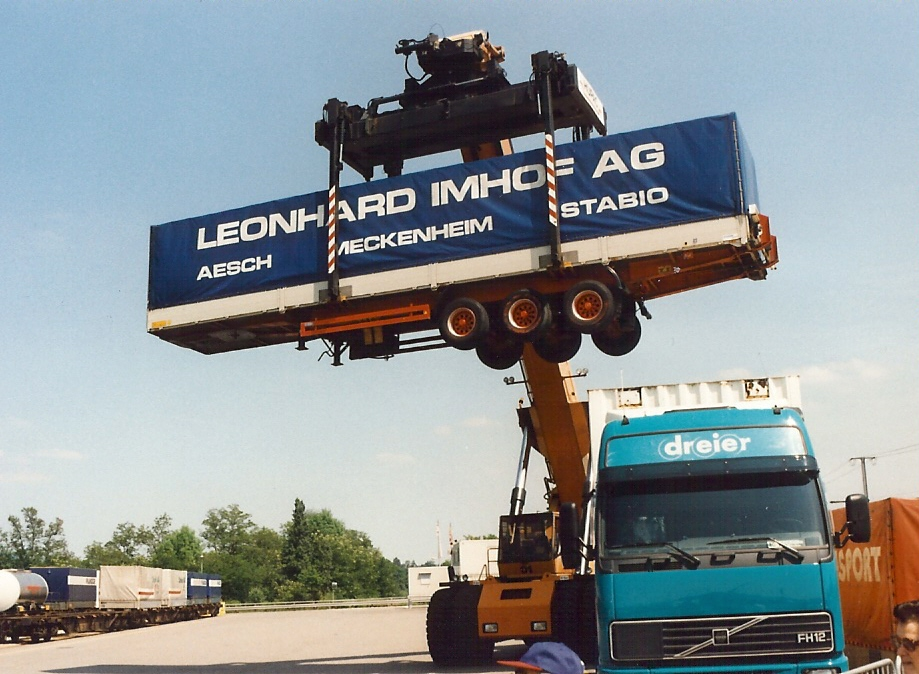
Reach-Stacker mit angehobenem Sattelauflieger

Eine besondere logistische Herausforderung stellt die Kombination von Lkw-Verkehr und Schienenverkehr, der sogenannte Kombinierte Verkehr (KV). Hier bestehen verschiedene Schwierigkeiten, die einen intermodalen Verkehr gegenüber dem monomodalen Verkehr schlechter stellen. So bedeutet die Be-, Ent- und Umladung einen erhöhten Aufwand, ebenso das Mitführen von sogenannter Totmasse wie Containermasse, Sattelauflieger oder Lkw.
Der häufigste Fall des Kombinierten Verkehrs ist der Containerumschlag auf Flachwagen, bei dem die Container von Schiffen oder Sattelaufliegern auf den Zug umgeladen werden. Für diesen Verkehr wurden an Häfen und im Hinterland verschiedene Umschlagbahnhöfe für eine rasche Verladung eingerichtet.

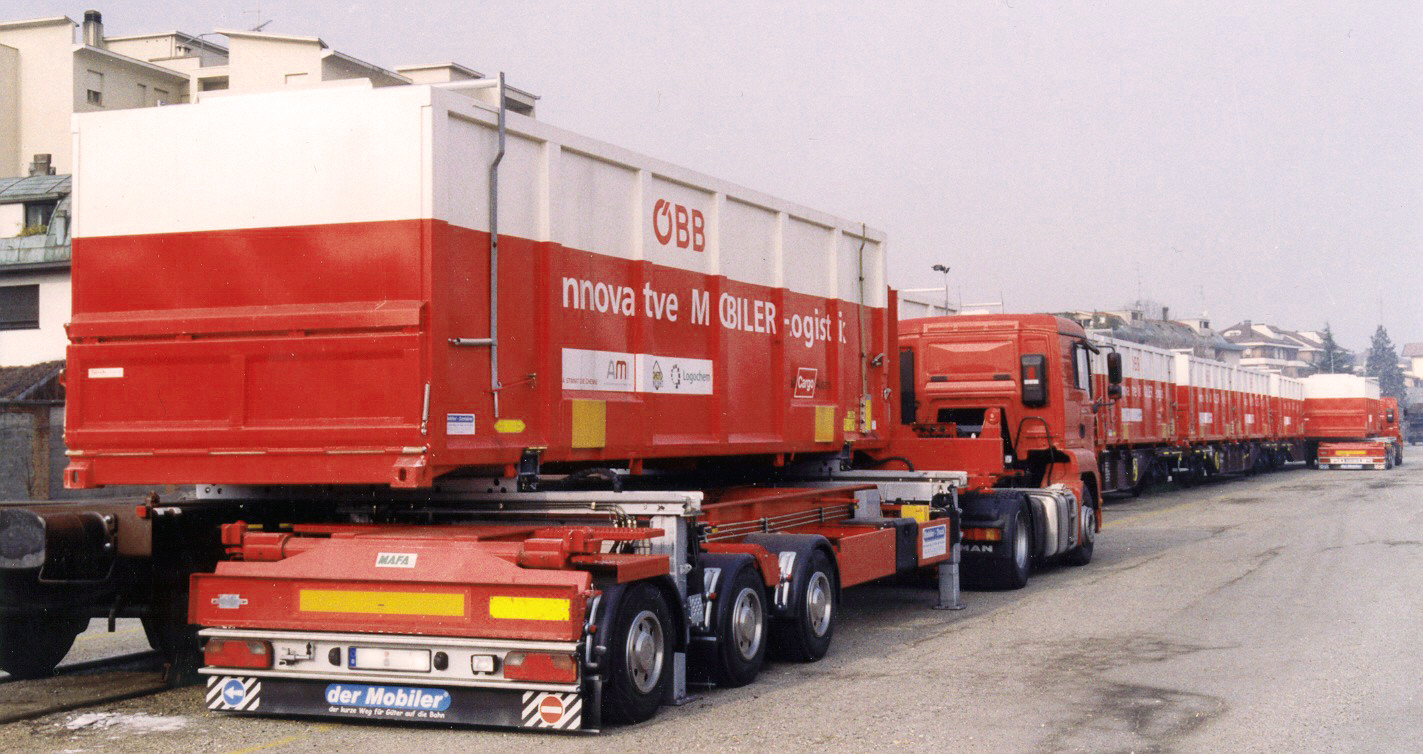
Mobiler-Lkw beim Verladen auf einen Flachwagen

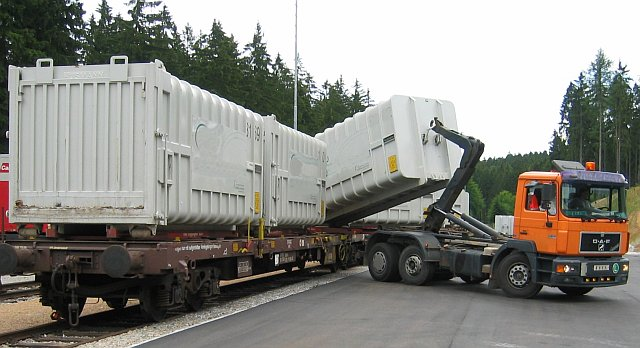
ACTS-Verladung

Zum Schienentransport von gesamten Lkw ist die Rollende Landstraße entwickelt worden, bei der die Transporter wie beim klassischen Autozug samt Fahrer auf den Zug fahren. Nachteilig ist das langwierige serielle Be- und Entladen, so dass diese Transportart nur in Nischen zu finden ist.
Eine Vereinfachung und Beschleunigung des Be- und Entladens kann durch Reach-Stackers mit einem Zangenhandler erreicht werden, die nur den Auflieger auf die Taschenwagen heben. Hier sind jedoch Anforderungen an die Festigkeit des Sattelaufliegers zu stellen. Dies kann durch speziell ausgerüstete Handler, wie beim System ISU (Innovativer Sattelauflieger Umschlag) der Rail Cargo Austria, umgangen werden. Hierbei werden als Angriffspunkte des Krangeschirrs der Königszapfen und die Hinterräder des Sattelaufliegers benutzt.
Eine weitere Verbesserung stellen spezielle Taschenwagen dar, bei denen die Taschen verschwenkt werden können. So kann beim CargoBeamer die Tasche horizontal nach außen verschoben werden, und die Sattelauflieger können direkt, parallel und ohne weitere Hilfsmittel auf- und abgeladen werden. Ein ähnliches System stellt Modalohr dar. Hier wird die Tasche des Wagens zur Beladung seitlich und nicht horizontal verschwenkt. Als Voraussetzung für diese Systeme muss das Terminal so gestaltet sein, dass eine ebenerdige Zufahrt zu den Wagentaschen möglich ist. Durch das Absenken der Wagentasche auf Bodenniveau kann die Vorhaltung eines gegen Straßenniveau abgesenkten Gleises vermieden werden. Dies wird etwa im System MegaSwing verwirklicht. Alternativ kann wie beim System Flexiwaggon auch über Verladerampe der Niveauunterschied zwischen Wagentasche und Straße überwunden werden.
Auch bei der klassischen Containerverladung werden verschiedene Entwicklungen vorangetrieben, so etwa der KV-Roller (ehemals Mobiler), bei dem ähnlich wie beim CargoBeamer der Lkw parallel zum Zug steht und den Container über besondere Vorrichtungen auf den Zug schiebt. Hierdurch ist ein Containerkran entbehrlich. Das System bleibt dabei weiterhin kompatibel zu dieser Krantechnik. Als weitere Möglichkeit etablierte sich das Abrollcontainer-Transportsystem (ACTS), bei dem ein Container über eine seitlich verschwenkbare Rollvorrichtung auf den Eisenbahnwagen ver- und entladen werden kann.

## Langstreckenverkehr

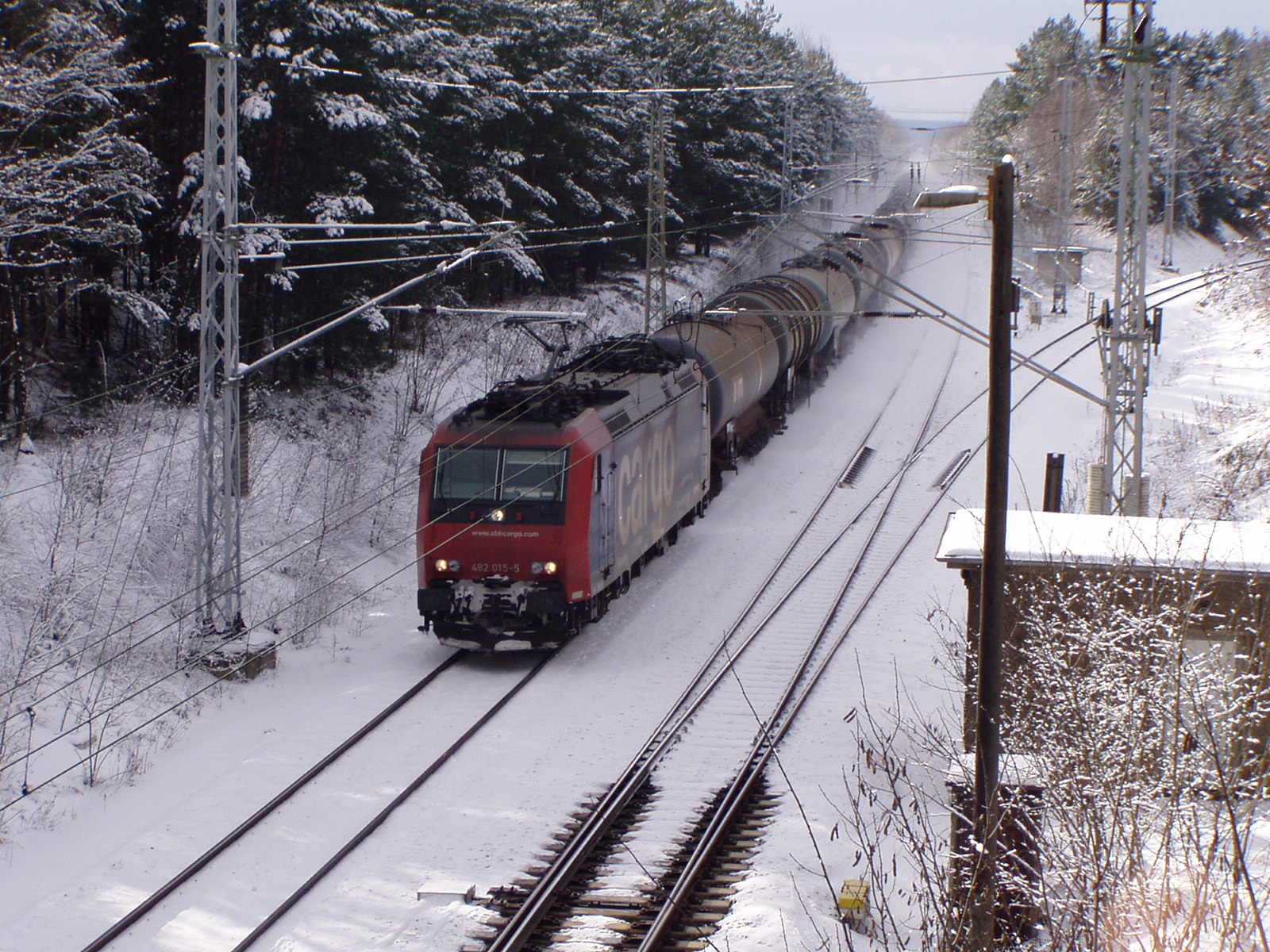
Eine Bombardier TRAXX der SBB mit Kesselwagenzug auf der Strecke Halle (Saale) – Cottbus nahe Doberlug-Kirchhain

Seinen Systemvorteil, große Einheiten (deutlich über 1000 Tonnen) energieeffizient zu transportieren, spielt der Schienengüterverkehr vor allem auf langen Strecken aus. Innerdeutsch ist der Punkt-zu-Punkt-Containerverkehr zwischen den Umschlagbahnhöfen von Bedeutung, dessen nachhaltiges Wachstum und die staatliche Förderung dazu führen, dass diese Containerterminals laufend ausgebaut werden (zuletzt in Frankfurt am Main, neuerdings in Ludwigshafen am Rhein und Rostock). Überdurchschnittlich an Bedeutung gewinnt der Schienengüterverkehr im Hinterlandverkehr der großen Seehäfen (siehe auch Intermodaler Verkehr = die Abwicklung eines Transportvorgangs mithilfe mindestens zweier unterschiedlicher Verkehrsträger).
Weitere Wachstumsbereiche des deutschen Schienengüterverkehrs sind grenzüberschreitende Leistungen und Transitverkehr. Die hierzu erforderliche Interoperabilität im Schienenverkehr wurde durch den bis heute stark verwurzelten Protektionismus der meisten europäischen (Ex-)Staatsbahnen behindert. Die EU versucht diese Hürden durch die Technische Spezifikationen für die Interoperabilität abzubauen. Technische Probleme sind durch modulare Mehrsystemlokomotiven und Spurwechseldrehgestelle mittlerweile handhabbar, allerdings höheren Kosten und erhöhtem Verwaltungsaufwand verbunden. Lokomotiven benötigen Zulassungen in allen durchfahrenen Ländern, wozu langwierige und aufwändige Verfahren erforderlich sind. Auch hier versucht die EU Hürden abzubauen, so dass etwa einzelne Nachweise nur einmal erbracht werden müssen und gegenseitig anerkannt werden.
Einer der ersten internationalen Eilgüterzüge war der Trans-Europ-Express-Marchandises. Dieser wurde im Jahr 1961 von insgesamt 18 Bahnunternehmen eingeführt. Die Höchstgeschwindigkeit dieser Züge war auf 100 km/h festgelegt. Um eine zügige Betriebsabwicklung zu gewährleisten, wurde die maximale Zugmasse auf 1000 Tonnen und 100 Achsen beschränkt. Dieses Angebot wurde rege genutzt und wuchs von 31 Zügen 1961 auf 110 im Jahr 1970.

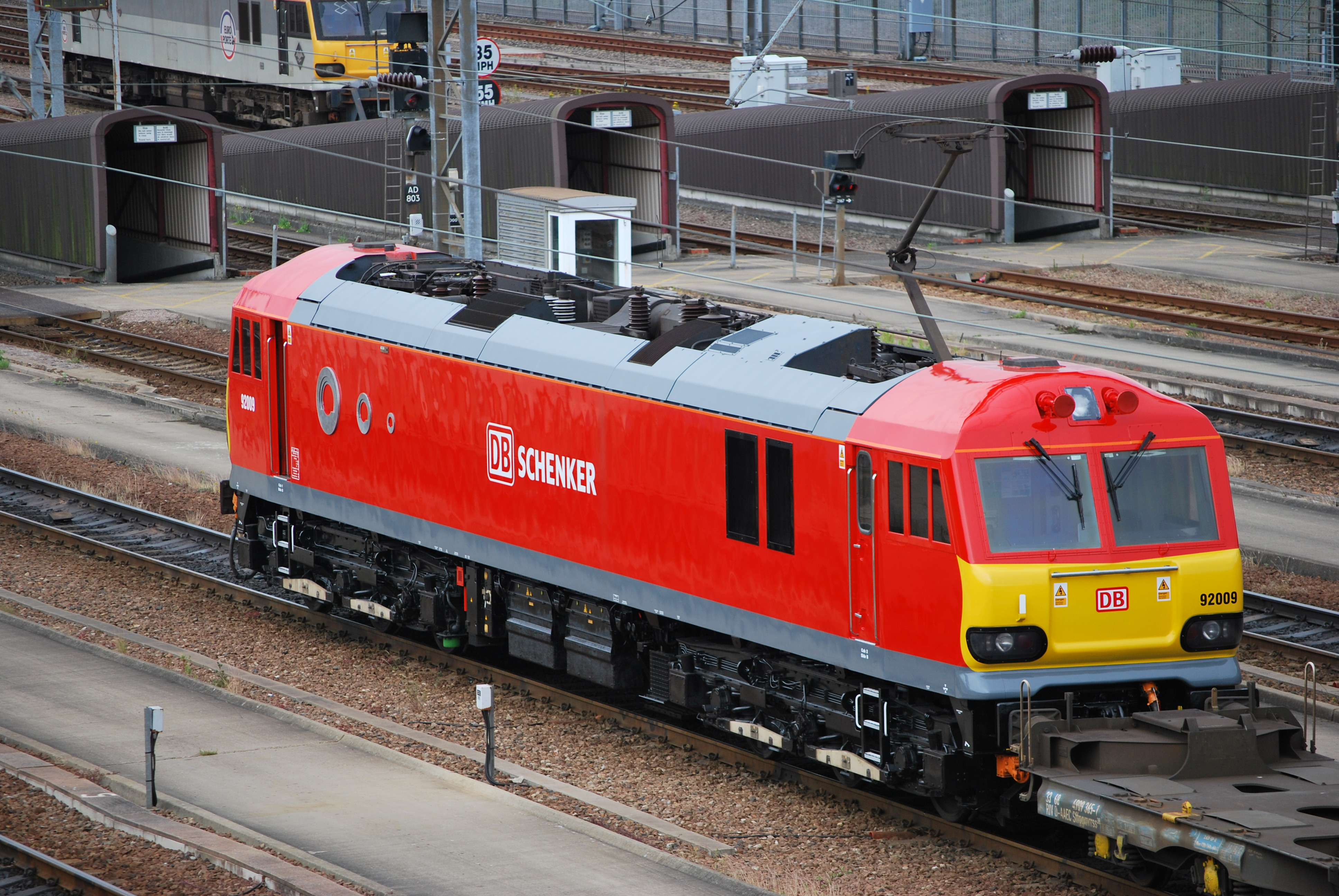
Class 92 Lokomotive in Dollands Moor während eines Tests auf der High Speed One

Eine Erweiterung des europäischen Güterzugnetzes gab es durch die Eröffnung des Eurotunnel 1994. Durch diesen können Güterzüge nach Großbritannien gelangen. Die Züge wurden hierbei jedoch durch das kleine englische Lichtraumprofil und durch die hohen Brandschutzbestimmungen im Tunnel begrenzt. Erst durch die Eröffnung der Neubaustrecke High Speed 1 Ende 2007 ist es möglich, dass Züge mit dem größeren europäischen Lichtraumprofil mit 3 m Eckhöhe bis nach London fahren können. Diese Möglichkeit wurde erstmals im Juli 2011 genutzt und wurde mittlerweile zu einer regelmäßigen Bedienung Polen–London ausgebaut. Um diese Züge über London hinaus in die Industriezentren Mittelenglands zu verlängern, wird die Midland Main Line auch für dieses Lichtraumprofil ertüchtigt. Aus brandschutz- und sicherungstechnischen Gründen kommen auf dieser Strecke die speziell ausgerüsteten Lokomotiven der britischen Reihe 92 zum Einsatz. 2015 verkehrten insgesamt 2421 Güterzüge durch den Tunnel und transportierten 1,42 Mio. Tonnen an Ladung. Außerdem wurden mit dem Eurotunnel-Shuttle über 1,48 Mio. LKW transportiert.
Eine weitere große Erweiterung des Langstreckengüterverkehrs in Westeuropa wurde 1998 mit dem Großer-Belt-Bahntunnel realisiert. Seit dieser eröffnet wurde, ist es ohne Umwege möglich, von Dänemark nach Schweden und von dort weiter nach Norwegen zu gelangen. Aufgrund der Steigungsverhältnisse in diesem Tunnel (bis zu 15,6 ‰) wurden hier spezielle Lokomotiven der Baureihe DSB EG beschafft. Diese sechsachsigen Elektrolokomotiven zählen mit 700 kN Anfahrzugkraft zu den stärksten Europas und können auf dieser Strecke Züge von bis zu 2000 Tonnen Masse befördern. Eine weitere Ausweitung dieses Verkehrs ist durch die Feste Fehmarnbeltquerung zu erwarten. Diese verkürzt den Weg von Deutschland nach Schweden um ca. 160 km.
In den vergangenen Jahren gibt es immer wieder Versuche in Richtung internationale Langstreckengüterzüge. So wird seit 2004 mit dem sogenannten Asien-Europa-Express ein Direktgüterzug von Istanbul nach Köln betrieben. Dieser legt die 3000 km lange Strecke in 79 Stunden ohne Lokwechsel zurück. 2008 folgte mit dem Trans-Eurasia-Express eine erste Güterzug-Verbindung von China nach Deutschland. Inzwischen gibt es mehrere Verbindungen mit über 300 Zügen in den Jahren 2011 und 2012. Diese Züge legen die rund 10.000 km lange Strecke in 15 bis 17 Tagen zurück. Damit sind sie deutlich schneller als Containerschiffe, die für diese Strecke etwa 26 Tage benötigen. Die Züge werden in Kooperation zwischen DB Cargo, der russischen Staatsbahn RZD und den China Railways betrieben. Auch die Hupac beteiligt sich am Verkehr Europa–Asien mit einem Zug von Chongqing nach Antwerpen. Dieser wird zusammen mit Russkaya Troyka und Eurasia Good Transport angeboten. Ein Problem dieses Verkehrs ist die Notwendigkeit des zweimaligen Umspurens. China und Westeuropa besitzen ein Schienennetz in Regelspur, die GUS-Staaten ein Breitspurnetz. Dieses zeichnet sich nicht nur durch eine breitere Spurweite aus, sondern auch durch dort mögliche längere und schwerere Züge, Mittelpufferkupplungen und ein größeres Lichtraumprofil. Diese Systemschnittstelle wird bisher durch Umladen von zwei regel- auf einen breitspurigen Zug bewerkstelligt. Dieser Prozess dauert inklusive Verzollung an der Schnittstelle Brest in Belarus zwischen einem und zwei Tagen. Als eine mögliche Verbesserung wurde hier von Seiten der Russischen Staatsbahn vorgeschlagen, bis 2016 mit der Breitspurstrecke Košice–Wien eine Schienenverbindung nach russischen Maßstäben bis Wien zu errichten.

## Schwerlastverkehr

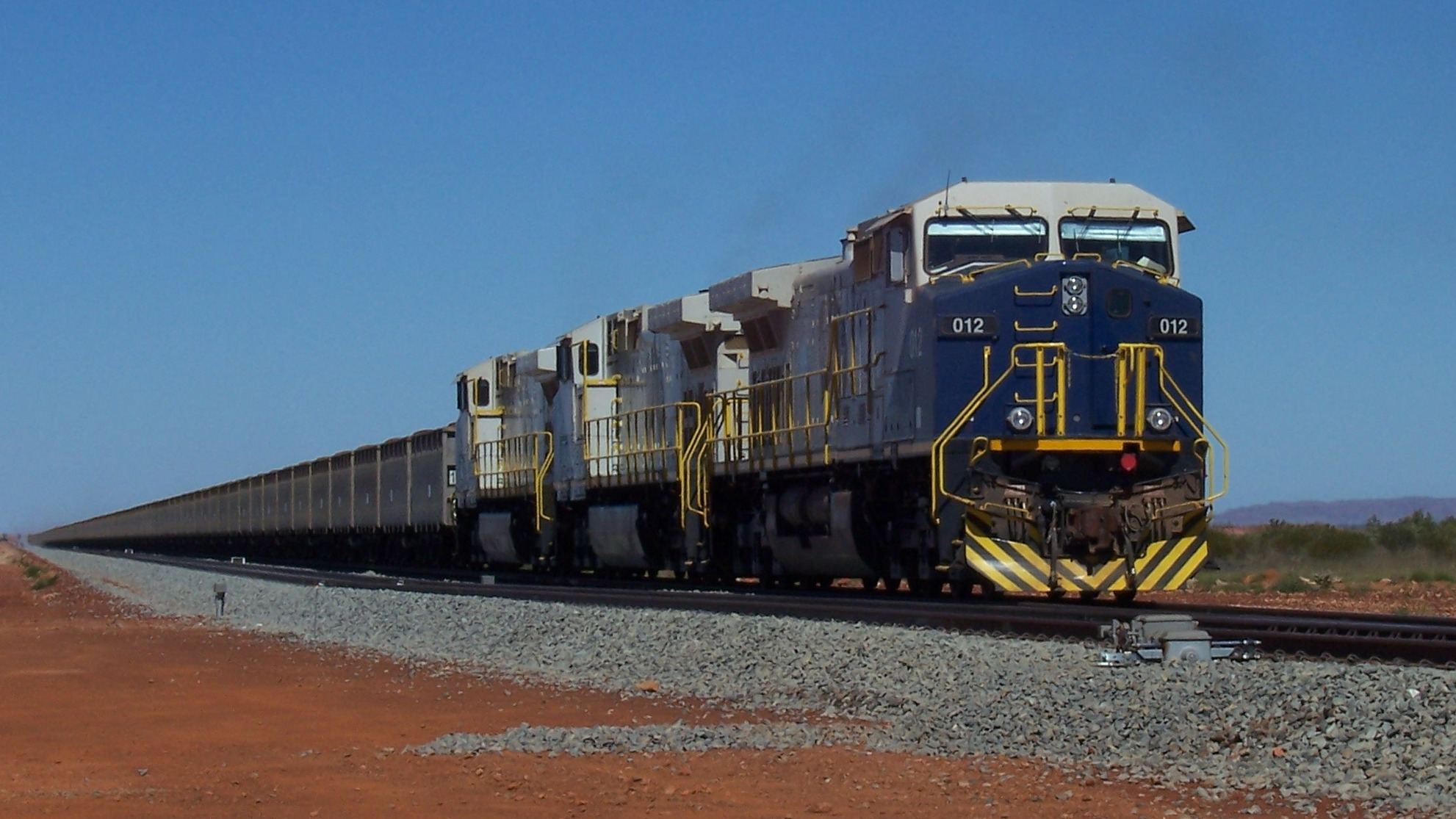
Eisenerzzug auf der Schwerlastbahn der Fortescue Metals Group in Australien

Eisenbahnen sind aufgrund ihrer Systemeigenschaften grundsätzlich besonders für lange und schwere Güterzüge geeignet. Schienengüterverkehre mit besonders langen, schweren und/oder besonders großen Transportvolumina werden auch als Schwerlastverkehre (englisch Heavy Haul) bezeichnet.
Für die Weiterentwicklung der Technik der Eisenbahnen mit Schwerlastverkehr wurde auf Anregung des australischen Bergbaukonzerns BHP Billiton im Jahre 1975/76 die International Heavy Haul Association (IHHA) gegründet. Dieser gehören mit Stand 2024 16 Bahnunternehmen und Eisenbahnforschungsgesellschaften an. Nach der Definition der IHHA erfüllen Eisenbahnen mit Schwerlastverkehre mindestens zwei der drei folgenden Kriterien:
- Führt regelmäßig Züge mit einer Bruttomasse von mindestens 5.000 t durch oder beabsichtigt, dies zu tun.
- Beförderung von jährlich mindestens 20 Millionen Bruttotonnen Fracht auf einem bestimmten Streckenabschnitt von mindestens 150 km Länge.
- Betreibt regelmäßig Schienenfahrzeuge mit einer Achslast von 25 t oder mehr oder beabsichtigt dies zu tun.

Zu den Schwerlastbahnen zählen unter anderem die für die Abfuhr von Bergbauprodukten gebauten Systeme wie die Erzbahn im Norden Schwedens und Norwegens, die Bahnstrecken der Bergbaukonzerne BHP, Rio Tinto Group und Vale sowie Güterzüge von Transnet Freight Rail in Südafrika. Auch die Güterbahnnetze in den USA, Russland und China führen häufig Schwerlastverkehre durch.
Um solche Schwerlastverkehre durchführen zu können, sind in der Regel besonderes Rollmaterial und besondere Infrastruktur notwendig.

## Konkurrenz mit dem Straßenverkehr
Die verstärkten Verkehre auf kurzen Relationen verschärfen die Situation auf den Autobahnen, da sich das Verkehrsaufkommen und somit auch die Staugefahr sowie die Umweltbelastung erhöht haben. Dem soll seit dem 1. Januar 2005 auch in Deutschland durch die Lkw-Maut gegengesteuert werden. In anderen Bereichen, wie dem mehrheitlich mit Ganzzügen gefahrenen Schüttgüterverkehr, Container- und Großfrachten, hat gerade auf weiten Strecken die Bedeutung des Schienenverkehrs zugenommen, da für diese Verkehre der Lkw nicht mehr und das Binnenschiff nur beschränkt wettbewerbsfähig ist.
So ist die Frage, inwieweit Straßenverkehr und Eisenbahn im Güterverkehr reell konkurrieren: Nahezu die Hälfte des deutschen Schienengüterverkehrs (2004: 47,7 %) entfallen auf Montanverkehre (feste Brennstoffe und Metalle) sowie Mineralölverkehr; diese Leistungen lassen sich auf der Straße nicht sinnvoll über vergleichbare Distanzen transportieren. Auf der Straße hingegen werden meist „Just-In-Time“-Lieferungen transportiert, da die Bahn, wenngleich der Transport hier nur ein Bruchteil des Straßentransportes kostet, diese Terminlieferung nur mit hohem Aufwand leisten kann. Ebenfalls praktischer sind Lastwagen bei der Belieferung des Einzelhandels direkt ab Werk, da das Umladen für die Feinverteilung entfällt.

## Umweltauswirkungen
Die Umweltauswirkungen des Schienengüterverkehrs werden üblicherweise – wie für andere Verkehrssysteme – unter den folgenden Gesichtspunkten beurteilt:
- Ressourcen- und Energieverbrauch (Landschaft, Rohstoffe, Energie)
- Belastung durch Schadstoffe und Partikel
- Lärmbelastung

Ergänzend werden volkswirtschaftliche Auswirkungen als Externe Kosten aus Schäden an Personen und Sachwerten hinzugezogen. Wird der Schienengüterverkehr vergleichend den anderen Verkehrssystemen gegenübergestellt, so schneidet er beim Ressourcen- und Energieverbrauch besonders günstig gegenüber dem Straßenverkehr ab. Der Landschaftsverbrauch – und damit auch deren „Zerschneiden“ – liegt beim Schienenverkehr deutlich geringer.

### Schienenverkehrslärm
Beim Schienengüterverkehr steht der gegenüber Personenzügen erhöhte Schienenverkehrslärm durch Lauf- und Bremsgeräusche der schweren und langen Züge in der Diskussion, insbesondere durch die vorrangig nächtlichen Verkehrszeiten und bei der Nähe der Bahnstrecken zu Wohngebieten.
Es werden verschiedene Maßnahmen ergriffen, um auch dieses Problem zu verringern. So ist eine große Lärmquelle die weit verbreitete Grauguss-Klotzbremse an Güterwagen. Diese produziert zum einen bei Bremsvorgängen Lärm, zum anderen führt sie zur sogenannten Polygonbildung der Radreifen. Die so entstandene unrunde Lauffläche des Rades führt zu deutlich höheren Fahrgeräuschen. In seiner Extremform Flachstelle ist es als rhythmisches Klopfen zu hören. Neue Bremssohlen aus Kompositmaterialien (sogenannte Flüsterbremsen) sollen hier eine Verbesserung bringen. Diese bremsen leiser und führen zu keiner Aufrauung der Radfahrfläche.
Eine weitere fahrzeugseitige Maßnahme sind verbesserte innengelagerte Drehgestelle mit Scheibenbremsen. So verursacht ein Drehgestell mit Graugussbremssohlen 92 dB, ein mit K-Bremssohlen ausgestattetes Drehgestell 83 dB und ein innengelagertes Drehgestell mit Scheibenbremsen 74 dB Lärm bei 80 km/h und 7,5 Meter Abstand. Einen großen Einfluss auf die Umrüstungsquoten dürfte ein im Jahr 2020 einsetzendes Verbot von Güterwagen mit Grauguss-Klotzbremsen in der Schweiz haben. Da ein Großteil der europäischen Güterwagen durch den starken alpenquerenden Transitverkehr in der Schweiz, hier zum Einsatz kommen kann, ist hier ein deutlicher Schub bei den Umrüstungen zu erwarten.
Darüber hinaus werden weitere Lärmschutzmaßnahmen, wie streckenseitig Schallschutzwände, Einhausungen bzw. Tunnel, organisatorische wie das besonders überwachte Gleis, administrative Maßnahmen wie lärmabhängiges Trassenpreissystem und weitere Maßnahmen durchgeführt, um zur Verminderung der negativen Effekte beizutragen.
An 10 % des deutschen Schienennetzes entsteht ein nächtlicher Lärmpegel von über 70 dB(A). In Deutschland fühlen sich 24 % der Bevölkerung durch Schienenverkehrslärm belästigt, darunter 12 % äußerst und 4 % stark belästigt. Vom Straßenlärm hingegen fühlen sich dreimal so viele belästigt, darunter 10 % stark und 50 % mittel bis schwach.

### Ressourcenverbrauch
Weitere positive Argumente für den Schienengüterverkehr sind die Ressourcenverbräuche, die im Schienengüterverkehr deutlich niedriger als im Straßengüterverkehr und leicht unter denen des Schiffsverkehrs liegen. Hieraus ergibt sich auch, dass die spezifischen CO2-, NO2- und Partikel-Emissionen geringer sind als bei den beiden anderen Güterverkehrsträgern. Absolut betrachtet überwiegt der Straßengüterverkehr bei den verkehrserzeugten Emissionen deutlich aufgrund der sehr unterschiedlichen Verkehrsleistungen. Ein weiteres Argument ist, dass eine zweigleisige Strecke pro Kilometer 1,2 Hektar Fläche verbraucht während eine Autobahn pro Kilometer mit 3,6 Hektar die dreifache Fläche beansprucht. Daneben sind die geringeren Externen Kosten des Schienengüterverkehrs zu nennen, bei denen auch die höhere Verkehrssicherheit einfließt.
Im Ergebnis sehen mehrere Studien den Schienengüterverkehr gegenüber dem Straßen- und Binnenschiffahrtsgüterverkehr als gesellschaftlich deutlich günstigeres Güterverkehrssystem an. Eine Studie, die der Verband der Automobilindustrie (VDA) veranlasst hatte, kommt im Vergleich zwischen Straßen- und Schienengüterverkehr zu dem Schluss, dass keines der beiden Transportmittel die grundsätzlich ökologisch bessere Lösung darstelle. Je nach Transportaufgabe unterschieden sich die Ergebnisse. So sei die Bahn beim Transport schwerer Schüttgüter grundsätzlich gegenüber dem Lkw im Vorteil. Beim Transport schwerer Stückgüter könne hingegen auch der Lkw tendenziell besser sein, wenn aus logistischen Gründen kurze Züge benötigt würden. Somit seien die ökologischen Auswirkungen vom betrachteten Einzelfall und seinen Rahmenbedingungen abhängig – wie etwa Leerfahrtanteil, Vor- und Nachlaufanteil, Abgasnormklasse des Lkw, Bahnstrom-Mix und Kraftstoffmix sowie Traktionsart.

## Rekorde

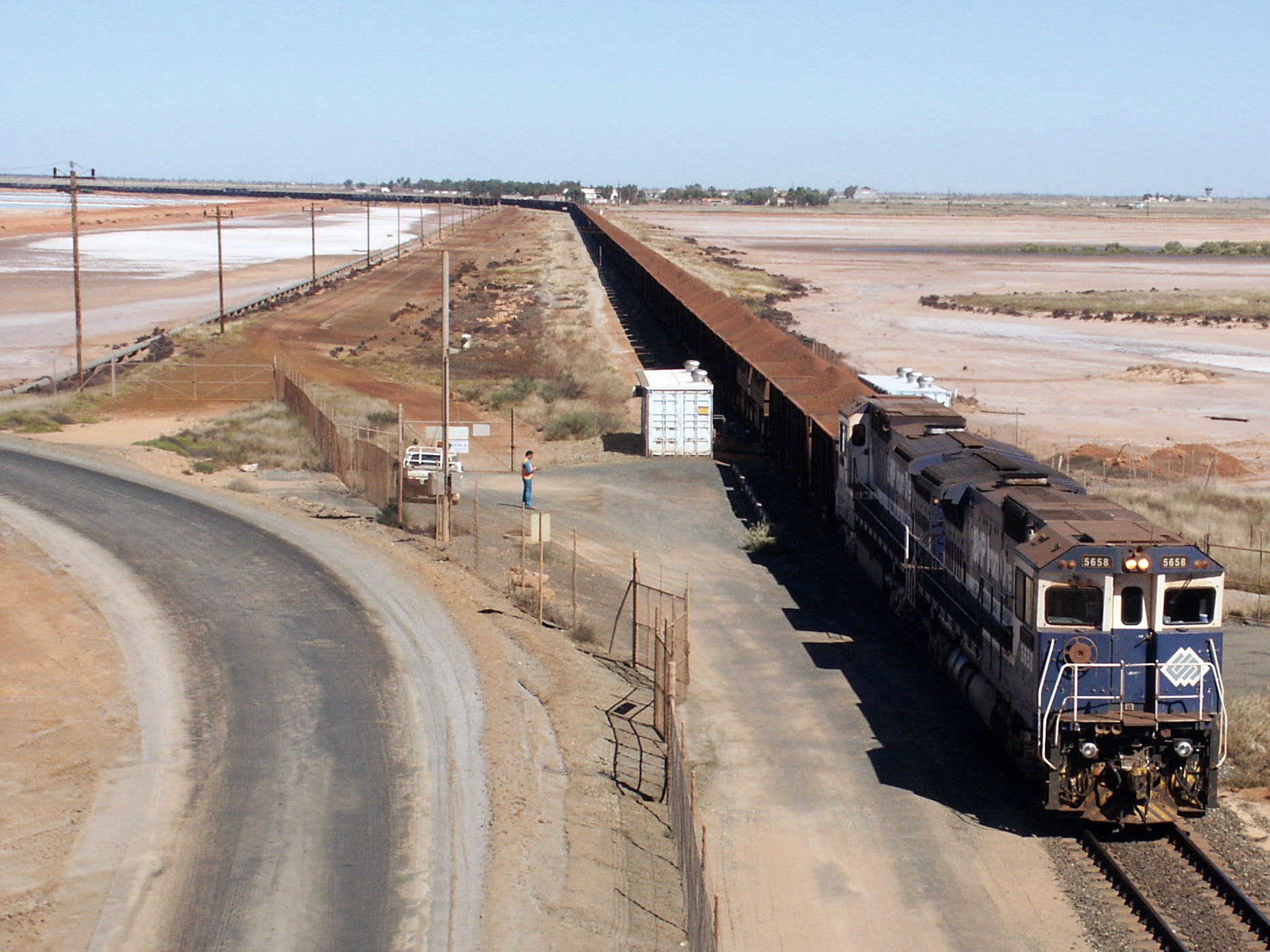
Ein Erzzug auf dem Weg nach Port Hedland (Australien)

Der längste und schwerste Güterzug aller Zeiten verkehrte am 21. Juni 2001 bei einem Testlauf in Australien. Die Bergbaugesellschaft BHP Billiton schickte einen aus ihren acht dieselelektrischen Lokomotiven der Baureihe GE AC6000CW und 682 Erzwagen gebildeten Zug auf die Reise, um ihre Mehrfachsteuerung zu testen. Alle acht Lokomotiven wurden über einen Großteil der Strecke über Funk von einem einzigen Lokführer gesteuert. Dieser 99.734 Tonnen schwere und 7,353 Kilometer lange Zug legte die 426 km lange firmeneigene Bahnstrecke von den Yandi- und Newman-Minen zum Port Hedland in zehn Stunden zurück. Insgesamt wurden mit ihm 82.000 Tonnen Eisenerz an Ladung transportiert.
- Schwerste Güterzüge:

99.734 Tonnen Zugmasse bei einem Testlauf am 21. Juni 2001 der BHP Billiton mit 10 Lokomotiven und 7,4 km Länge
69.400 Tonnen Zugmasse bei einem Testlauf von Sishen zum Hafen Saldanha in Südafrika am 26./27. August 1989 mit 16 Lokomotiven
44.500 Tonnen Zugmasse bei regulären Zügen der BHP Billiton
43.400 Tonnen Zugmasse am 20. Februar 1986 bei einem Testlauf zwischen Ekibastus und dem Ural
32.320 Tonnen Zugmasse bei der australischen Fortescue Metals Group
29.500 Tonnen Zugmasse bei der australischen Rio Tinto Group
- Längste Güterzüge:

7,4 Kilometer bei einem Testlauf der BHP Billiton am 21. Juni 2001
7,3 Kilometer bei einem Testlauf von Sishen zum Hafen Saldanha in Südafrika am 26./27. August 1989 mit 16 Lokomotiven und 660 Wagen
6,5 Kilometer bei 439 Wagen am 20. Februar 1986 bei einem Testlauf zwischen Ekibastus und dem Ural
5,5 Kilometer bei 239 Wagen mit einem Doppelstockcontainerzug von Texas nach Los Angeles vom 8. bis zum 10. Januar 2010
3,2 Kilometer bei der chinesischen Daqin Railway
über 3 Kilometer bei regulären Zügen der australischen BHP Billiton
- Höchste Achslast:

40 t bei der Fortescue Metals Group in Western Australia
- Schnellster Güterzug:

TGV postal 270 km/h